# 木更津市
35°22′24″N 139°55′12″E / 35.37333°N 139.92000°E
木更津市（日语：／ Kisarazu shi */?），位於日本千葉縣中西部的房總半島、東京灣的中部東岸，對岸為橫濱市，是上總地方中代表的都市之一。就如同地名使用日文中表示港的津字一般，自古代以來就做為房總半島的物流據點發展為港町之一。
曾經是明治維新期間廢藩置縣時成立的木更津縣縣廳所在地，自1950年代以後的高度成長期中，縣的東京灣岸發展成京葉工業地帶時，木更津市具有很強的商業都市性質，在縣南地方形成木更津商圈，成為商業中心都市，因1990年代泡沫經濟崩壞的影響，區域經濟低迷。現在，在為了緩和向東京都心一極集中的第4次首都圈基本計畫中，被賦予業務核都市的位置，在第5次首都圏基本計畫中整備為東京圈内的大範圍合作據點。此外，也被認定為以推動國際會議為目的的國際會議觀光都市。
市内主要之名勝有海螢(海ほたる)(東京灣Aqualine)以及以狸囃子傳説知名的證誠寺等。在歌舞伎劇碼『与話情浮名横櫛』中成為故事舞台而知名，2002年以本市為舞台，於TBS系列中放映的電視連續劇『木更津貓眼』也一時成為話題。
市章是以木更津的「木」字外加圓框圖案。圓代表港，上方部分表示港口，合起來代表市民團結發展。

## 地理
木更津市的地勢
位於房總半島東中西部，面對東京灣岸(内房)，在縣廳所在地的千葉市起西南方約30km的位置上，位於東京都心起東南30～40km的位置，包含在東京圈的範圍內，但是因為東京都心與木更津市之間夾著東京灣，因此移動距離很長。迂迴東京灣北側時，移動距離約70～80 km，利用東京灣aqualine時約45km。
隣接的自治體
- 北：袖浦市
- 東：市原市
- 南：君津市
- 西：川崎市(神奈川縣)…挾東京灣相對

市區東西較長，市的東部屬於山地，西部是平地，兩者地形之性質不同。市的中西部(木更津地區、清川地區)面對東京灣，是由流向東京灣的數條河川所形成之沖積平原。東京灣臨海地區中，由木更津港南岸至君津市、富津市是屬於工業用填海地。市北部(岩根地區、金田地區、中郷地區)是以泥層為主的廣大田園地帶，由木更津站往千葉方面行駛的列車中，可以從列車的車窗看到蓮花田。以市南部(波岡地區、鎌足地區)為中心形成之沖積台地做為住宅區來使用。在鎌足地區正進行名為上總智慧型工業園區()的研究開発據點。市東部(富來田地區)是小櫃川流域形成的田園地帶，可以見到廣大的做為房總半島内陸部特徵之房總丘陵森林。
市的主要河川小櫃川在縣內僅次於利根川總長度88㎞。小櫃川貫穿君津市、袖浦市、木更津市等3市，在市内由東部往北部流入東京灣。在小櫃川河口附近形成有1,400公頃的盤洲干潟。市内沒有特別高的山，最高的地點標高200m。
市區
- 東西：21.98 km
- 南北：14.54 km

自然
- 海：東京灣
- 河川：小櫃川、矢那川、烏田川、畑沢川
- 丘陵：上總丘陵(房總丘陵)

市區位於木更津地區，木更津地區是市役所、警察署、圖書館等公共設施的集中地，也存在做為市之玄關的木更津站與木更津港。木更津站位於自市役所起東北約1.2km位置上，木更津站以西約1.0km的位置便是指定為重要港灣的木更津港。在1997年以前，連結木更津港與川崎港的汽車渡輪為主要交通設施，商業中心地區以連接木更津站西口與木更津港的地區為中心。但是，aqualine開通後主要交通設施自渡輪改為高速巴士，以此為契機，在連接館山自動車道與東京灣aqualine的國道16號沿線，建立起許多量販店與店舗。
市内各地區風景

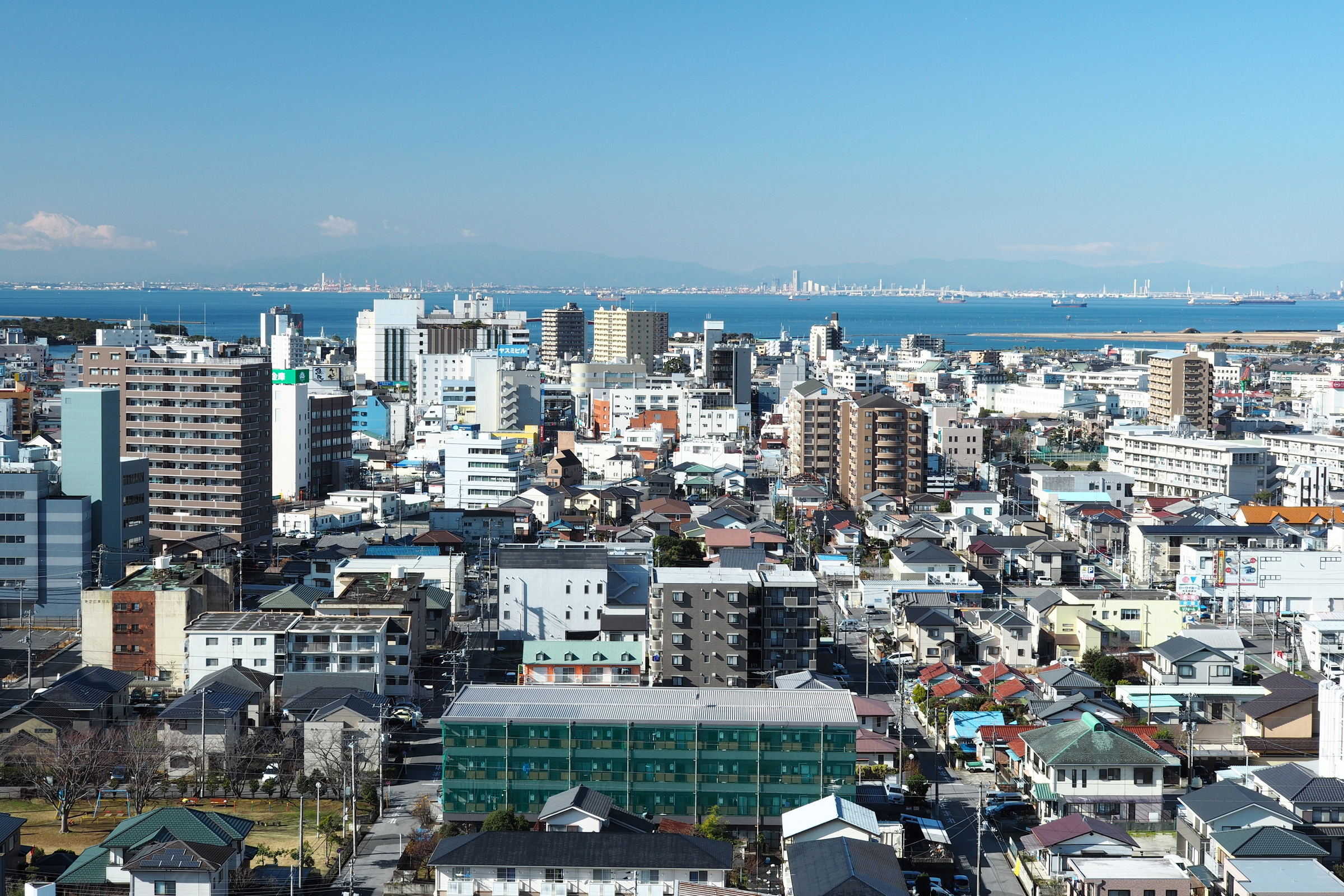
從太田山眺望木更津市街地（木更津地區）
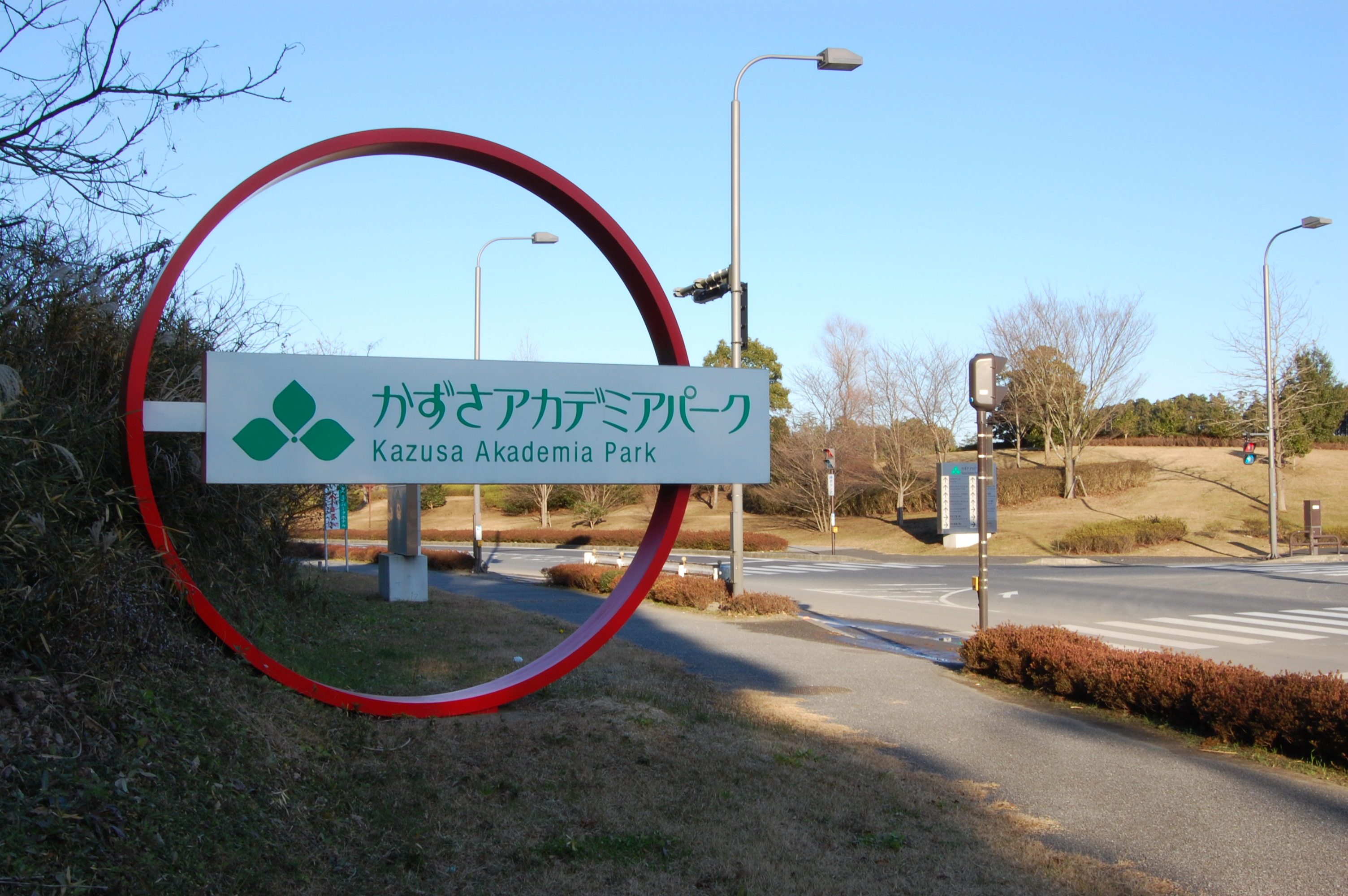
上總智慧型工業園區（鎌足地區）
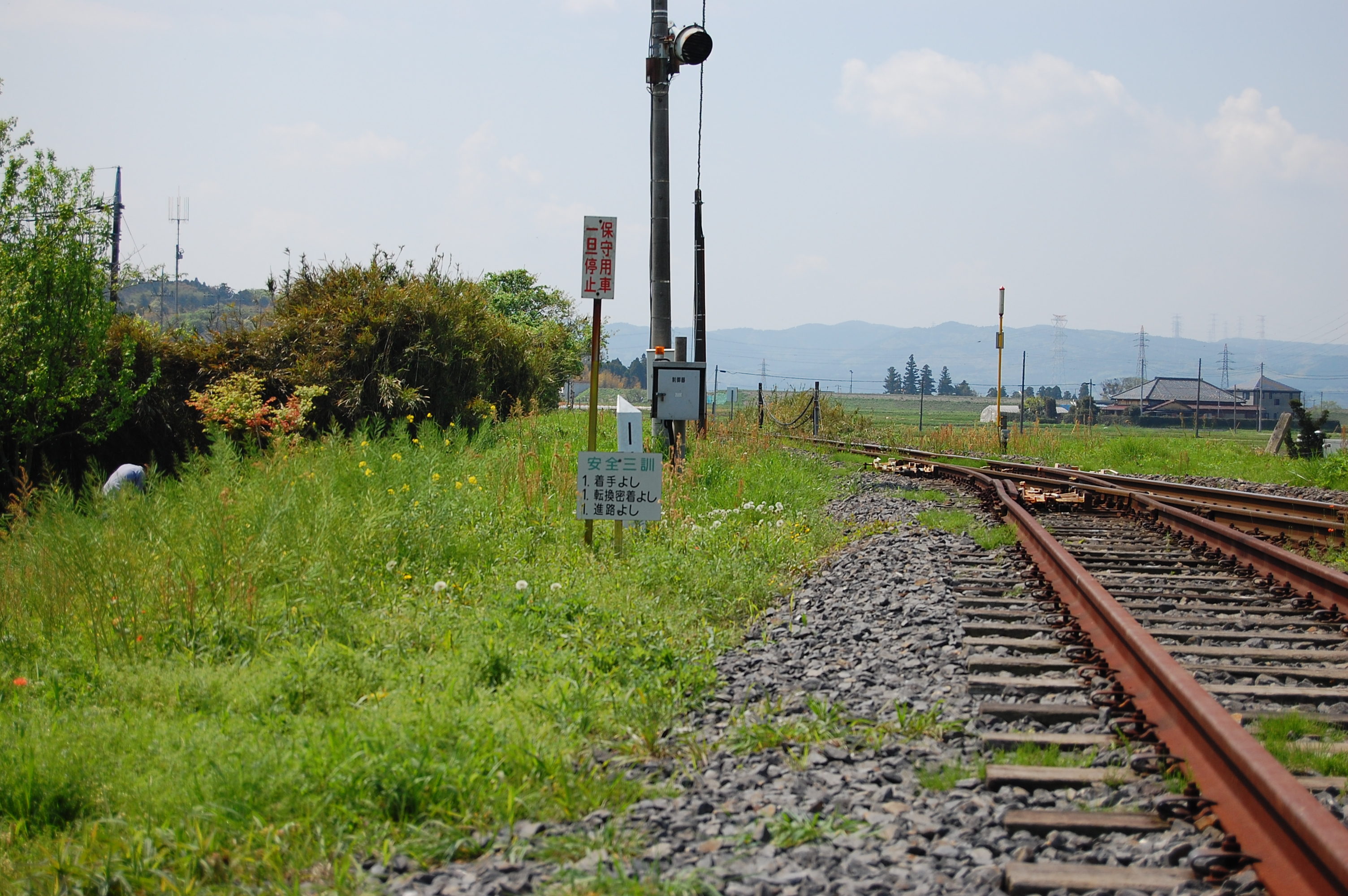
馬來田站附近的久留里線的風景(富來田地區)
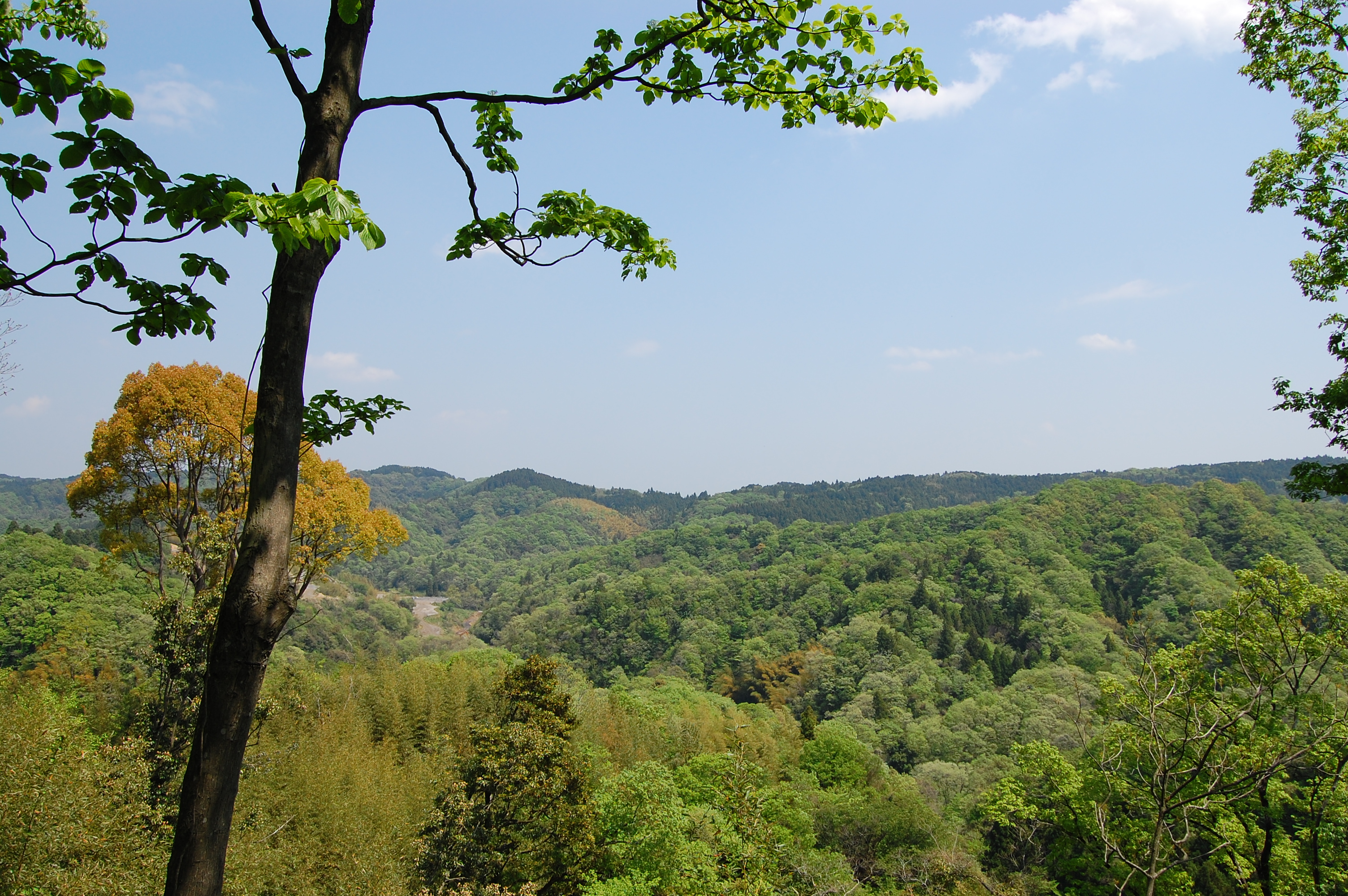
從真里谷城眺望房總丘陵
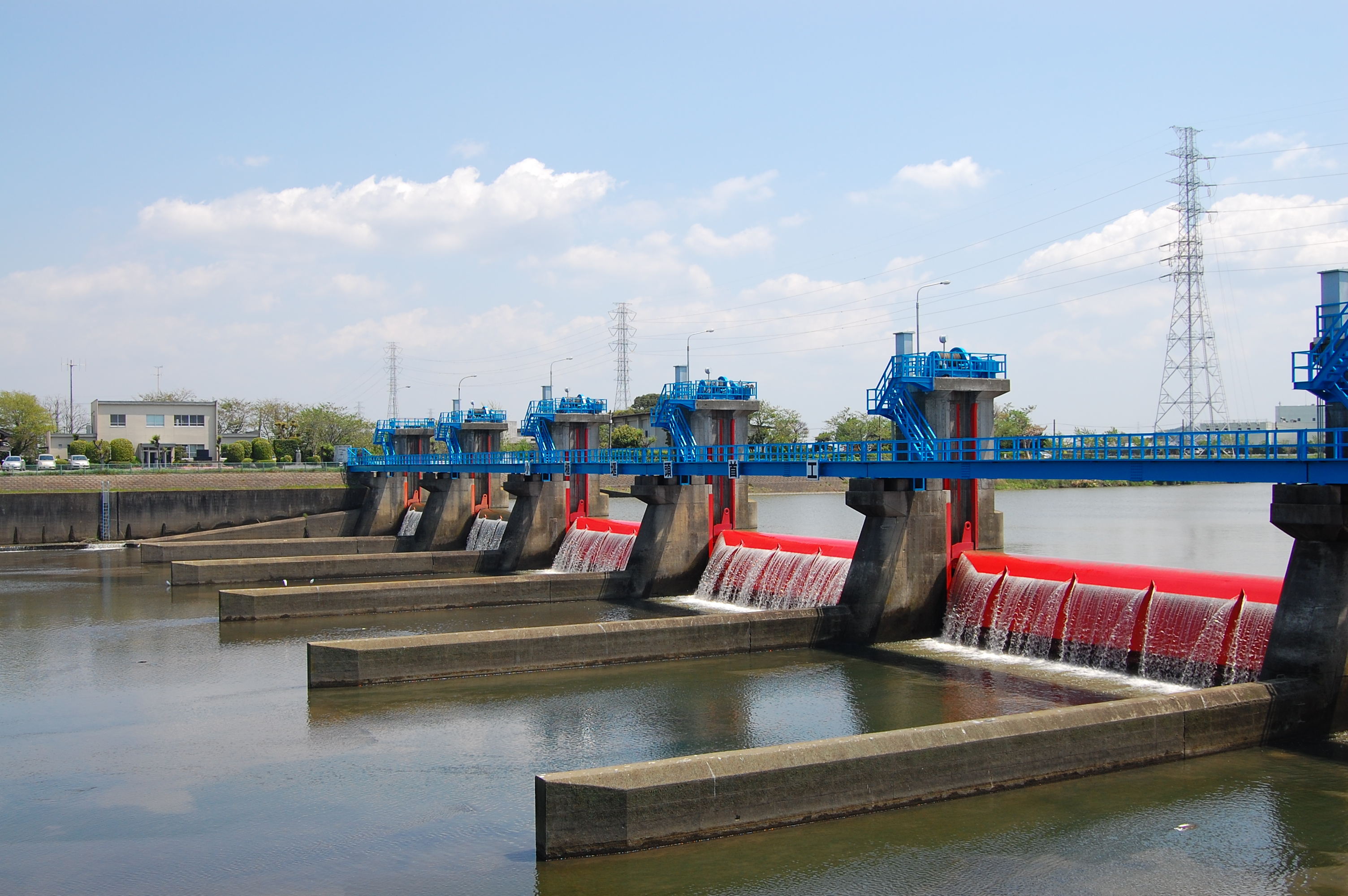
小櫃川上的小櫃堰
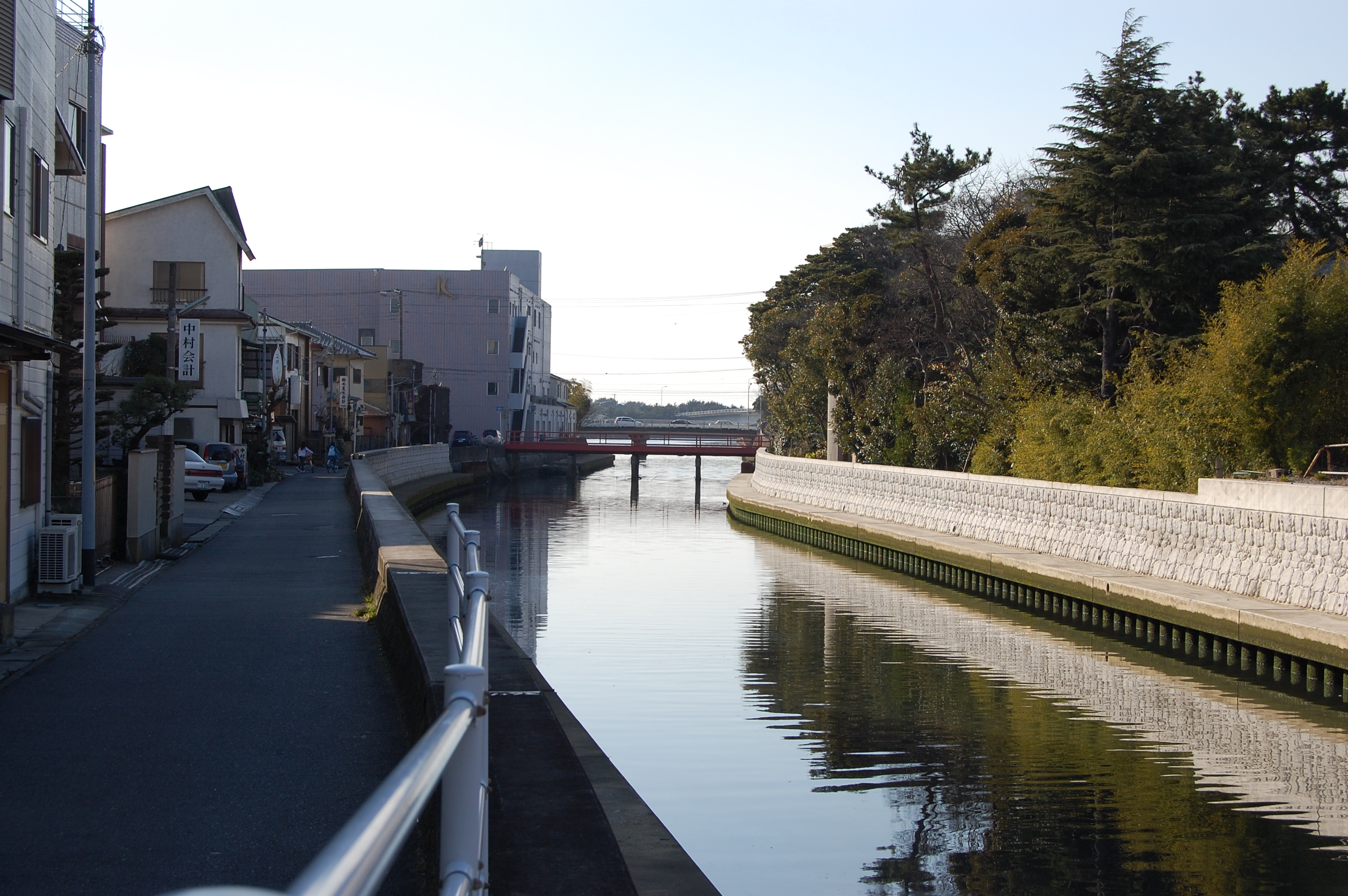
流過證誠寺旁的矢那川
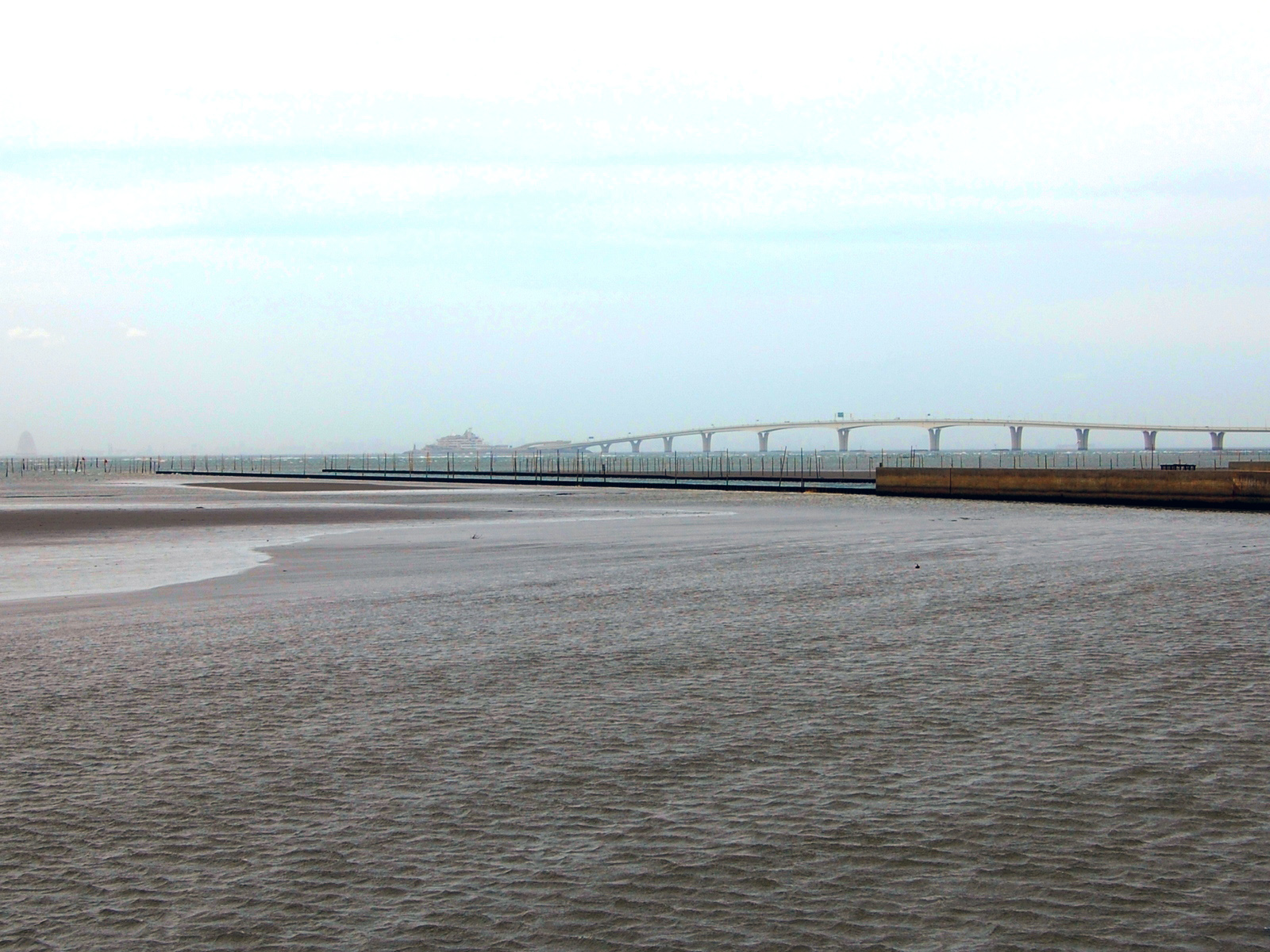
盤洲灘塗（金田海岸）

## 地區

### 人口
在開始施行市制的時候，人口大約3萬人，市制開始以後，因為合併鄰近的町村，人口持續增加。1971年合併富來田町時，人口數達到86,335人。進入1960年代之後，在縣內以内房地區的市町村為中心，開始於海岸線填土形成工業地，許多的重化學工業廠商進駐，在木更津市也有許多相關企業的轉職人員及其家族移入，人口開始顯著增加，於1976年人口數突破10萬人，成為縣內第9個10萬人都市。1985年增加為人口12萬人，進入1990年代，人口増加的傾向達到頂峰，一時之間有開始停滯的現象，進入2000年代，人口又有增加的傾向。
人口推移 
總数　[單位： 人]
各年為10月1日數字
| 1942年 | 33,817(市制開始)    |
| 1950年 | 37,901              |
| 1955年 | 51,741              |
| 1960年 | 52,689              |
| 1965年 | 54,928              |
| 1970年 | 73,319              |
| 1975年 | 96,840              |
| 1976年 | 100,132(突破10萬人) |
| 1980年 | 110,711             |
| 1985年 | 120,201             |
| 1990年 | 123,433             |
| 1995年 | 123,499             |
| 2000年 | 122,768             |
| 2005年 | 123,355             |

人口構成
| 木更津市人口分布圖 |                                                 |  |
| 木更津市與日本全國年齡別人口分布比較圖 （2005年資料） | 木更津市的年齡、男女別人口分布圖 （2005年資料） |  |
| ■紫色是木更津市 ■綠色是全国 | ■藍色是男性 ■紅色是女性                         |  |
| 木更津市人口變化 \| 1970年 \| 79,956人 \| \| \| 1975年 \| 96,840人 \| \| \| 1980年 \| 110,711人 \| \| \| 1985年 \| 120,201人 \| \| \| 1990年 \| 123,433人 \| \| \| 1995年 \| 123,499人 \| \| \| 2000年 \| 122,768人 \| \| \| 2005年 \| 122,234人 \| \| \| 2010年 \| 129,312人 \| \| \| 2015年 \| 134,141人 \| \| \| 2020年 \| 136,166人 \| \| |                                                 |  |
| 資料來源：日本總務省統計中心提供之人口普查數據 |                                                 |  |
| 1970年 | 79,956人                                        |  |
| 1975年 | 96,840人                                        |  |
| 1980年 | 110,711人                                       |  |
| 1985年 | 120,201人                                       |  |
| 1990年 | 123,433人                                       |  |
| 1995年 | 123,499人                                       |  |
| 2000年 | 122,768人                                       |  |
| 2005年 | 122,234人                                       |  |
| 2010年 | 129,312人                                       |  |
| 2015年 | 134,141人                                       |  |
| 2020年 | 136,166人                                       |  |

### 地區區分

地區(◎是市役所位置)：
1.木更津地區、2.岩根地區、3.清川地區、4.波岡地區
5.鎌足地區、6.金田地區、7.中郷地區、8.富來田地區

在制訂人口統計與基本計畫時，市内在市制施行以前的町村區分大致上是以地區區分，以表示各地區的特色。在1889年町村制施行以前的區分大致殘留為大字。
日文中難讀・異讀地名 
吾妻(あづま、Azuma)、犬成(いんなり、Innari)、茅野(かやの,Kayano)、祇園(ぎおん、Gion)、畔戶(くろと、Kuroto)、下内橋(げないばし、Genaibashi)、幸町(さいわいちょう、Saiwaicho)、新田(しんでん、Shinden)、築地(つきじ、Tsukiji)、真里(まり、Mari)、真里谷(まりやつ、Mariyatsu)、望陀(もうだ、Mohda)
| 地區        | 大字・町名 |
| 木更津地區  | 木更津、新田、幸町、中央、東中央、貝渕、吾妻、富士見、新宿、請西、請西東、請西南、文京、真舟、大和、櫻井、櫻井新町、櫻町、太田、東太田 |
| 岩根地區    | 万石、高砂、久津間、岩根、西岩根、江川、中里、高柳、本郷、坂戶市場、若葉町                                                             |
| 清川地區    | 椿、笹子、犬成、日之出町、中尾、菅生、祇園、清川、永井作、長須賀、朝日、伊豆島、清見台、清見台東、清見台南、螢野                       |
| 波岡地區    | 畑沢、畑沢南、港南台、小浜、大久保、上烏田、八幡台、中烏田、下烏田、羽鳥野                                                             |
| 鎌足地區    | 矢那、、草敷 |
| 金田地區    | 中野、牛込、中島、瓜倉、畔戶 |
| 中郷地區    | 大寺、下望陀、上望陀、有吉、牛袋、牛袋野、曾根、井尻、十日市場                                                                         |
| 富來田地區  | 真里谷、真里、下内橋、戶國、茅野、茅野七曲、山本七曲、大稲、田川、佐野、下郡、下宮田、根岸、上根岸                                     |
| 埋立地 其他 | 潮見、潮浜、木材港、新港、築地、北浜町、中之島、海螢(中島地先)                                                                         |

### 教育

#### 社會教育設施
- 市民中心
  - 木更津市民會館
  - 木更津站前Hall
- 公民館
  - 中央公民館 - 岩根公民館 - 岩根西公民館 - 金田公民館 - 鎌足公民館 - 中郷公民館 - 富來田公民館 - 文京公民館 - 八幡台公民館 - 東清公民館 - 清見台公民館 - 西清川公民館 - 畑沢公民館 - 富岡公民館 - 波岡公民館 - 櫻井公民館
- 圖書館
  - 木更津市立圖書館
- 博物館
  - 上總博物館

#### 學校教育設施
- 大學
  - 私立大學
    - 清和大學

  - 短期大學
    - 清和大學短期大學部
- 高等専門學校
  - 國立高等専門學校
    - 木更津工業高等専門學校
- 専門学校
  - 私立専修学校
    - 木更津看護学院 - 君津中央病院附属看護学校
- 高等學校
  - 公立高等學校
    - 千葉縣立木更津高等學校 - 千葉縣立木更津東高等學校

  - 私立高等學校
    - 曉星國際高等學校 - 志學館高等部 - 木更津總合高等學校 - 拓殖大學紅陵高等學校
- 中學校
  - 市立中學校
    - 金田中學校 - 岩根中學校 - 岩根西中學校 - 中郷中學校 - 清川中學校 - 太田中學校 - 木更津第一中學校 - 木更津第二中學校 - 木更津第三中學校 - 鎌足中學校 - 富來田中學校 - 波岡中學校 - 畑沢中學校

  - 私立中學校
    - 志學館中等部 - 曉星國際中學校
- 小學校
  - 市立小學校
    - 金田小學校 - 岩根小學校 - 高柳小學校 - 中郷小學校 - 請西小學校 - 祇園小學校 - 木更津第一小學校 - 木更津第二小學校 - 清見台小學校 - 東清小學校 - 西清小學校 - 南清小學校 - 鎌足小學校 - 八幡台小學校 - 富岡小學校 - 馬來田小學校 - 波岡小學校 - 畑沢小學校

  - 私立小學校
    - 曉星國際小學校

### 與其他自治體間的關係

#### 鄰近自治體
- 君津市、富津市、袖浦市

過去曾有將4市合併設置君津郡的計畫，歷史與行政上的關係相當深厚。進入2000年代時，日本國內各地市町村合併的趨勢高漲，以青年會議所為中心，推動4市合併的計畫，在各市請求設置合併協議會，但因袖浦市議會加以否決因此不成立。如果合併能夠實現，人口將超越30萬人並達到成為中核市的條件。新市名的提議有以縣聽所在地的位置關係而來的南千葉市，使用舊國名上總的上總市(此外還有平假名的名字)。

#### 姊妹市
- 美国加利福尼亞州歐申賽德

1990年6月29日 木更津市姊妹市締結團渡美，與歐申賽德市締結姊妹市，8月14日木更津市亦邀請歐申賽德市締結團來日。

## 政治

### 市政

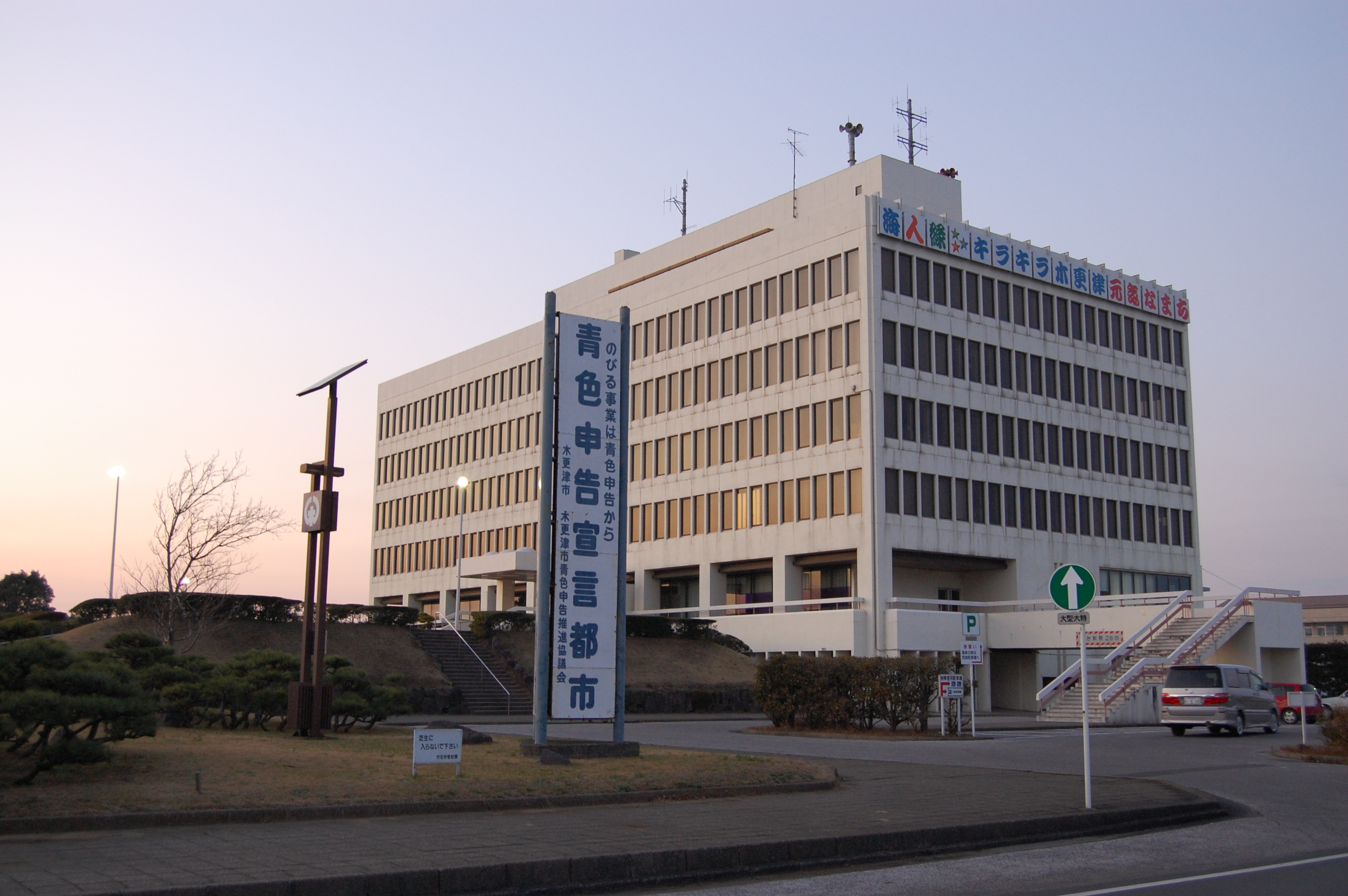
木更津市役所(2006年12月31日攝影)

#### 三役
- 市長　水越 勇雄(第2任、2006年3月26日再選)
  - 副市長 服部 善郎

#### 歷代市長
- 石川 善之助(1943年3月11日－1946年11月6日)
- 山崎 直(1946年11月12日－1955年4月2日)
- 浜名 儀三(1955年5月1日－1963年4月30日)
- 荻原 孫太郎(1963年5月1日－1967年4月30日)
- 北見 日吉(1967年5月1日－1979年4月30日)
- 石川 昌(1979年5月1日－1995年4月30日)
- 須田 勝勇(1995年5月1日－2002年2月20日)
- 水越 勇雄(2002年3月31日－現在)

#### 行政區域變遷
| 年月日                | 與現在木更津市區域關連的行政區域變遷 |
| 1889年(明治22)4月1日  | 依據明治憲法下所實施的町村制，由望陀郡50村、周淮郡6村組成1町9村 望陀郡(1町8村)木更津町、真舟村、清川村、嚴根村、鎌足村、金田村、中郷村、馬來田村、富岡村 周淮郡(1村)波岡村 |
| 1933年(昭和8)4月1日   | 君津郡真舟村編入木更津町 |
| 1942年(昭和17)11月3日 | 木更津町、清川村、嚴根村、波岡村合併，市制開始，成立木更津市 |
| 1954年(昭和29)11月3日 | 君津郡鎌足村編入木更津市 |
| 1955年(昭和30)2月11日 | 君津郡金田村編入木更津市 |
| 1955年(昭和30)3月1日  | 君津郡中郷村編入木更津市 |
| 1955年(昭和30)3月31日 | 富岡村的一部份(田川、佐野、下郡、根岸、上根岸)與馬來田村合併成立富來田町                                                                                                   |
| 1971年(昭和46)9月10日 | 君津郡富來田町編入木更津市 |

#### 政策
木更津業務核都市基本構想 
為了打開朝東京圈一極集中的現象並解決大都市問題，在東京圈近郊的都市之中，將可以成為區域中大範圍中心都市的城市指定為業務核都市，並加之整備、育成為可付託擔當東京都所擁有的各項業務、商業、醫療等機能，依照「第4次首都圈基本計畫」(決定於1986年6月)，千葉縣中的千葉市、成田市・千葉新市鎮、木更津市等3地區被賦予業務核都市的地位。在「第5次首都圈基本計畫」(1999年3月)中加入新的「分散型網路構想」方針後，將包含柏市在內的4個地區整備為大範圍合作據點。
於1992年3月，木更津業務核都市基本構想被規劃確認，其概要如下述：
- 確認為縣南區域中的大範圍中心都市，並成為業務核都市
- 在整理、強化交通網以及其他業務核都市方面進行合作，如：東京灣aqualine與首都圈中央連絡自動車道等
- 將以木更津站、木更津港為中心的市街地做為木更津都心地區(約195公頃)，集合商業、金融、醫療等各項機能，整備為業務核都市的中心地區
- 整備上總鎌足，以上總智慧型工業園區地區(約278公頃)為中心，集中研究、學術、國際會議等複合機能之設施，使其成為擁有合乎國際水準的研究開發機能據點

#### 財政
在市的財政部分、歲入減歳出的狀況有惡化的傾向。歳入減少的主因為住民稅以及固定資産稅等稅收減少，歲出增加的主因在於市的高齡者人口比例增加導致扶助費增加。
與前一時期比較，東京灣橫斷道路建設與上總智慧型工業園區的整備等大規模公共事業減少，歳出中公共事業費的比例減少，因此過去既有的財政運用方法無法改善，可能造成市的財政出現破綻，有成為財政再建團體的可能性，為此，市針對財政政策訂定了行政改革5年計畫，目標削減歳出並確保歲入，以達成財政健全化的目的。
財政力指数
財政力指数在這3年間有微増0.81，市稅減收的狀況下，透過人員與公共事業的再調整努力削減歳出是原因之一，較全國市町村平均(0.47)及縣内市町村平均(0.66)為高。
經常收支比例
經常收支比例為89.0%，較全國市町村平均(90.5)以及縣内市町村平均(91.4)為低，一般財源的減少以及生活保護家庭的増加、福祉關係費用増加是主要原因，年年數字有惡化的傾向，與前年度比較增加了2.8。
拉氏指數
拉氏指數、Laspeyres Index，物價指數高達100.4，較整個國家的支付水準為高，這是因為工作年資較高的職員支付水準較高，而市內的職員年齡層又集中在這個年代所導致。

#### 行政機關
警察
- 警察署
  - 木更津警察署(管轄：木更津市、袖浦市)
- 交番・駐在所
  - 岩根站前交番 - 小浜交番 - 木更津站前交番 - 清見台交番 - 長須賀交番 - 江川駐在所 - 金田駐在所 - 櫻井駐在所 - 中郷駐在所 - 波岡駐在所 - 馬來田駐在所

消防
- 木更津市消防本部(管轄：木更津市)
  - 消防署本署 - 長須賀分署 - 富來田分署 - 金田分署 - 高柳出張所 - 波岡出張所 - 清川出張所

### 市議會
市議會是由市民之中選舉選出的議員組成，議員任期4年，議員人數依照《木更津市議会議員定数条例》訂為30名，在日本《地方自治法》第91條中，針對議員人數訂定有上限數，在人口10萬～20萬人的木更津市裡，人數上限可以到達34名。

#### 會派的構成
| 會派名   | 代表者   | 議席 |
| -------- | -------- | ---- |
| 市政會   | 瀧口敏夫 | 11   |
| 正榮會   | 前田清治 | 5    |
| 新榮會   | 野田芳久 | 3    |
| 公明黨   | 西勝義   | 3    |
| (無會派) | －       | 7    |
| 計       | 計       | 29   |

(在2006年6月的現在　※缺額1名)

#### 委員會
- 常任委員會
  - 總務企畫消防常任委員會
  - 經濟環境常任委員會
  - 教育市民福祉常任委員會
  - 土木都市水道常任委員會
- 議會運營委員會
- 特別委員會
  - 議會廣報特別委員會
  - 基地對策特別委員會
  - 業務核都市據點地區對策特別委員會
  - 合併調査特別委員會
  - 預算審査特別委員會(因應需要時會暫時設置)
  - 決算審査特別委員會(因應需要時會暫時設置)

### 法院
在木更津市新田設有千葉地方裁判所以及千葉家庭裁判所兩者之木更津支部，千葉地方裁判所木更津支部設有簡易法庭。千葉地方裁判所木更津支部以内房地區為管轄區域，處理轄内發生之民事訴訟、刑事訴訟之合議事件。千葉家庭地方裁判所木更津支部處理家事審判以及少年審判。
司法機關
- 地方法院
  - 千葉地方裁判所木更津支部(管轄：内房地區)
  - 木更津簡易裁判所
- 家庭法院
  - 千葉家庭裁判所木更津支部(管轄：内房地區)

## 經濟

### 狀況
泡沫經濟破裂後，木更津市的經濟狀況便出現了停滯的現象。
在太平洋戰爭中，因為設置了與軍方相關的設施，人口開始增加，發展成為軍都。在戰後的高度經濟成長期中，千葉縣的内房區域於京葉工業地帶發展的過程中，於市的臨海區域進行填海，將木更津港整備為工業港，於此一過程當中，隔鄰的君津市吸引了八幡製鐵所，以君津市鄰接的市南部為中心有許多製鐵所相關人員與其家族移入，人口顯著增加。以人口増加為契機，經濟活動開始活絡，以木更津站為中心，知名販賣店SOGO、大榮、西友等進駐，形成木更津商圈，發展為縣南部的商業都市。
進入昭和50年代後半後，千葉縣訂定了千葉新産業三角構想，木更津市被賦予上總智慧型工業園區構想的母都市地位(其他還包含君津市、袖浦市、富津市)，將鎌足地區的丘陵地帶整備為研究開發據點，吸引民間為中心的研究機關。昭和60年代前半，為了緩和首都圈的大都市問題開始進行木更津業務核都市構想，因歷史上曾有木更津縣縣廳在此存在，且為縣南部的經濟中心，再加上上總智慧型工業園區構想等原因，故被賦予業務核都市的地位，做為此之一環東京灣横斷道路建設也包含在計畫內。
當初建設東京灣横斷道路的事業計畫，是寄望能透過與對岸的川崎市、横濱市、東京等京濱地區之交通便捷化，使人的交流與物流更加頻繁，進而帶動經濟發展，並且也期望能夠增加住宅購入者與吸引企業進駐，但是實際開通後，其結果正好相反，並沒有出現當初預期的區域振興現象與經濟發展，反而使經濟活動陷入混亂。
期望能夠增加人口並促進産業發展的上總智慧型工業園區與新設住宅區無法銷售完畢，小型零售業者無法與都心業者競爭，顧客流失的狀況很顯著，商圈的吸引力下降，由商業中心都市降為準商業中心都市。Agualine沒有併設鐵道而僅有道路，通行費又相當高，原本期待成為東京的新興住宅區的目標沒有實現，成為了京濱地區與縣南部間的通過點，造成了吸管效應。
除了上述吸管效應以外，泡沫經濟破滅導致日本國內景氣低迷，原本寄望東京灣橫斷道路完成後可以上昇的站前商店街地價，在1991年到達頂峰後便顯著下降，自1999年至2003年在東京圈中的地價下降率是第1名。此外，對於商業區域也有很大的影響，木更津SOGO與大榮等原本站前商店街中心的大型店舗陸續撤退，造成站前商店街集客力下降開始沒落，陸續出現關店的店鋪，此狀況也對地價造成影響。
目前的活動，於行政上主要是以平成10年議決的木更津市基本構想之產業發展以及國際交流為主要課題，以交通網的整備與物流的強化、雇用的確保與人口增加、市民生活的充實、經濟活動的活性化為目標，訂定實施基本計劃。此外，做為站前之中心建物的西口再開發大樓(Eins大樓)於SOGO撤退後，將8層空樓層開設為以支援市民企業活動為目的之Chellenge Center(チャレンジセンター Let's木更津)以及具備情報通信環境的共同利用型Telework Center，以地區活性化為目的進行活動，並於2004年4月以Aqua木更津為新名稱重新開幕。

### 產業
依照産業別的就業者總數為61,106人，全體當中第3次産業佔有將近七成，依分類別就業者數前5名分別為服務業 16,596人(27.2 %)、批發・零售業 13,977人(22.9 %)、製造業 8,692人(14.2 %)、建設業 7,918人(13.0 %)、運輸・通信業 4,631人(7.6 %)。
市内産業別企業數前5位是批發・零售業 2,533(47.8 %)、服務業 1,532(28.9 %)、建設業 584(11.0 %)、製造業 248(4.7 %)、不動產業 150(2.8 %)。
産業別就業者数(平成12年10月1日現在)
- 總數 61,106人(100 %)
  - 第1次産業 3,320人(5.4 %)
  - 第2次産業 16,718人(27.4 %)
  - 第3次産業 41,029人(67.1 %)

企業數(個人、公司總數)(平成13年10月1日現在)
- 總數 5,302(100 %)
  - 第1次産業 10(0.2 %)
  - 第2次産業 838(15.8 %)
  - 第3次産業 4,454(84.0 %)

#### 農業
木更津市的農業是以稻作為中心，以小櫃川流域為中心，有著廣大的水田，也有一部份從事野菜或設施園藝等都市近郊型農業的農家。現在農業經營狀況有下滑的傾向，面臨著因消費者需求農業經營需轉換、從業者高齡化、後繼者問題等等許多狀況。
農家數、耕地面積(平成17年2月1日現在)
- 農家數 1,873戶(農家人口 6,011人)
- 經營耕地面積 1,593公頃
  - 田 1,350公頃
  - 普通畑 180公頃
  - 果樹園 62公頃

#### 水產業
在東京灣內的海岸線紛紛填海造陸工業區化的過程當中，木更津市的海岸線因為是由淺海的泥灘形成而來，做為淺海的漁場，進行著海苔與貝類等養殖業。特別是海苔的養殖是全國有名的產地，與富津市同被認為是江戶前海苔的産地。
蛤蜊・乾燥海苔生産狀況(平成17年度)
- 乾燥海苔
  - 總販售枚數 86,234千枚
  - 金額 849,098千円
- 蛤蜊
  - 漁獲量 2,019噸
  - 金額 711,100千円

#### 商業
木更津市自古以來作為南房總的物流據點，逐漸發展為商業中心都市，並形成商圈，泡沫經濟破裂後受到不景氣的影響，商店數開始減少，鄰近都市的商業設施増加以及消費者需求的多様化等是主要的原因，當地購買力以及顧客吸引力都降低。東京灣aqualine完成以前，市的玄關口主要集中於木更津站至木更津港間的商業地，完成以後店鋪開始集中於郊外，開始轉換為郊外型，以木更津站前為中心的商業地顯著的空洞化。
商業統計(平成16年6月1日現在)
- 商店數 1,435間(從業者數 10,731人)
  - 批發業 315間
  - 零售業 1,120間
- 年度總販售額 2,714億円

#### 工業
木更津市屬於京葉工業地帶之一部分，木更津港被指定為重要港灣，發展為工業港。因鄰接的君津市是新日本製鐵所所在地的關係，木更津市内有其之關係企業。在鎌足地區企圖以上總智慧型工業園區吸引研究開發型企業，但其成效不彰，部分區劃無人使用。
工業(製造業)統計(平成16年12月31日現在)
- 事業所數 100(從業者數 3,546人)
- 製造品出貨金額等 3,661億円

### 主要企業
- 製造業 [20]
  - 上總DNA研究所(かずさディー・エヌ・エー研究所)
  - 黒崎播磨：木更津不定形工場
  - 新日鐵化學：木更津製造所、木更津総合研究所

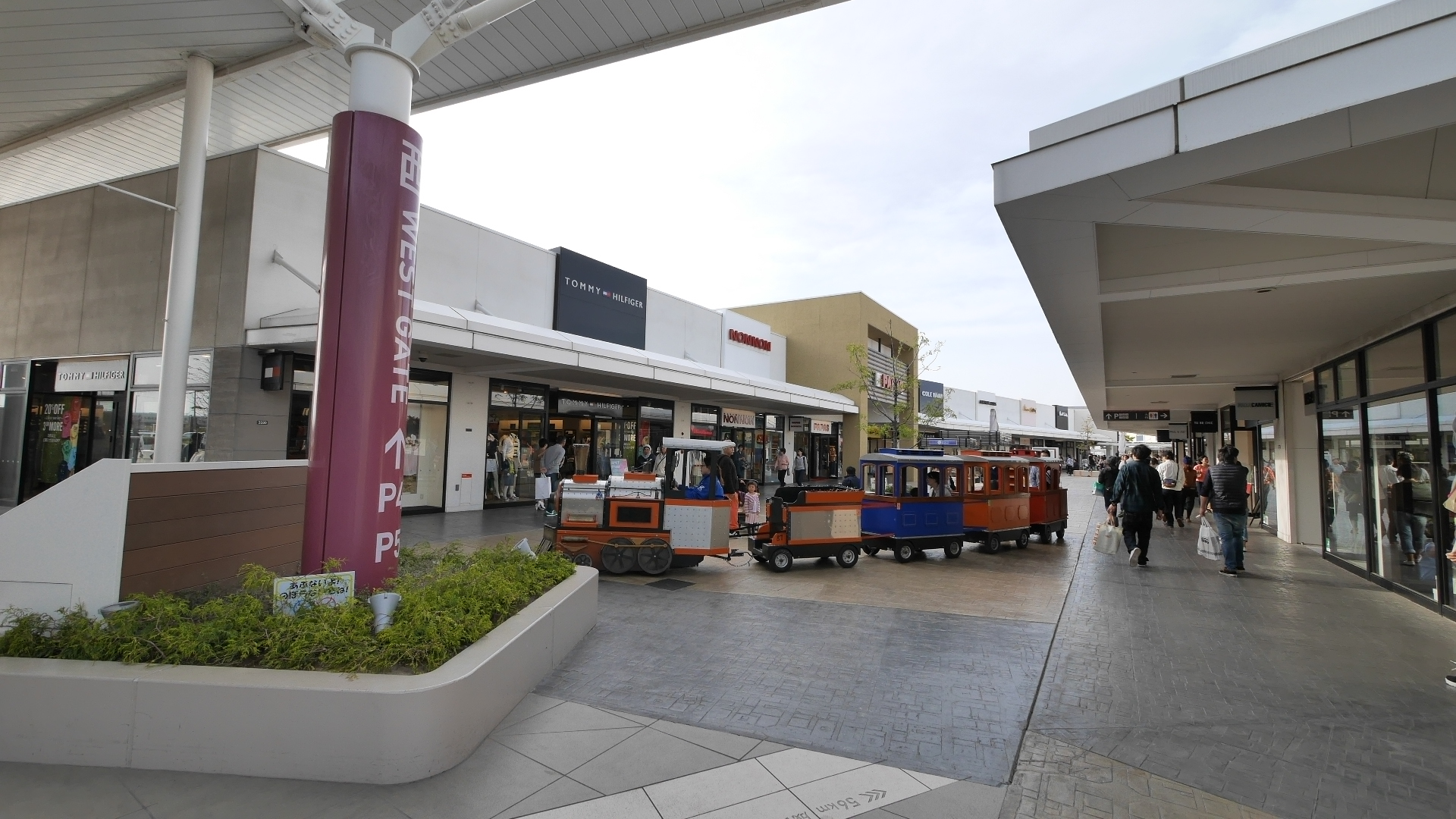
三井暢貨購物園區 木更津 (三井奧特萊斯購物城)

  - Sony EMCS(ソニーイーエムシーエス)：木更津tech(木更津テック)(事業所)
  - 東洋火熱(トーヨーカネツ)：千葉事業所
  - 三菱製藥(三菱ウェルファーマ)：
- 旅館葉
  - 千葉科技園區大倉飯店
  - 龍宮城三日月飯店
- 零售業[21][22]

- - 三井奧特萊斯購物城(三井アウトレットパーク 木更津)
  - Razu Mall木更津(ラズモール木更津)
  - JUSCO(木更津グリーンシティーショッピングセンター)
  - Aqua木更津
  - MaxValu(太田店)
  - 山田電機(テックランド木更津店)
  - APITA(木更津店)
  - 稻毛屋(請西店)
  - Keiyo(伊豆島店)
  - ODOYA(羽鳥野店)
- 通信業
  - 木更津FM(83.40 MHz)
  - J:COM千葉(J:COM木更津)
  - 日本放送 送信所

## 歷史、傳說

### 歷史
關於木更津此地名的由來，有轉為木更津、誤為木更津等諸説，一般以倭建命傳說中，由君不去(きみさらず)轉為木更津為通説(參照下述傳說一項)。木更津此地名在文書中最早開始使用是在1353年(文和2年／正平8年)的文獻中記載為木佐良津。但，當時代表江戶灣沿岸的港口是位於木更津北方的高柳(現木更津市高柳)與富津，於1576年認定江戶灣沿岸諸港半手(戰國期中爭奪領土的兩勢力將紛争地的租税暫時對分)的北条氏規之朱印状中，替代内陸化之高柳是江川與葛間(現在的久津間、江川，均位於木更津市)，而非木佐良津，可推測當時應該是收取租税金額不大的小漁港。
依『古事記』與『日本書紀』之記載，此處為倭建命東征中暫時休息之處，由此事轉化而來的地名隨處可見，但以歷史文獻正確性之角度看來，倭建命此人是傳說中架空的人物，與其說是事實不如當做創作較為妥當，但此說也並非完全否定，依據歷史考察，此一地方有倭王權之敵對勢力存在之說，事實上也曾存在支配小櫃川流域區域之豪族(國造)，古墳群的形成可以作為證明，奈良時代的文獻將小櫃川流域一帶(相當於現在之木更津市、袖浦市、君津市之一部分)記載為馬來田國，支配此地者是名為馬來田國造之豪族。1950年(昭和25年)市内進行長須賀的金鈴塚古墳(二子塚古墳)之發掘調査，此一古墳是建造於6世紀後半，為馬來田國造一族之物，由此古墳出土有太刀、銅容器、武具、5個記有古墳名稱之純金製金鈴。
1456年(康正2年)上總武田氏之祖武田信長擔任上總守護代，為了進出上總地方建築真里谷城，之後，真里谷城與廳南城(千葉縣長生郡長南町)共同作為上總武田氏的居城而繁榮起來。武田信長的子孫以真里谷城為據點，以真里谷氏為名成為戰國大名，後因真里谷氏一族內部紛爭與第1次國府台合戰之故而勢力衰退，上總地方的支配者由真里谷氏轉為里見氏、北条氏。1590年(天正18年)真里谷城在豐臣秀吉的小田原之役遭到侵攻，因而廢城。現在，真里谷城址被利用為露營地(少年自然之家)。
1614年(慶長19年)在大坂冬之陣中木更津的水夫24名對德川幕府方有戰功，幕府給予有功水夫江戶－木更津間之渡船營業權以及將江戶之日本橋「木更津河岸」作為拜領地等特權(但作為此一根據之現存文書因記載有與史實矛盾的內容，今日被視為偽文書，但元和年間(1615年)以後幕府於木更津設有代官之記録已被確認，因此此事應較接近事實)。幕府因為軍事上的目的，禁止在主要河川架橋，於陸路可達的地方設有關所，因此此一時代的流通手段以水運為主流(請參照河岸)因此一特權，木更津成為安房、上總－江戶間的海上輸送之流通據點，迅速的發展起來。運送是使用吃水淺的河海兩用之五大力船，由木更津至江戶的五大力船通稱木更津船，歌川廣重的浮世繪有描寫此景。歌舞伎的演目『与話情浮名横櫛』以江戶期木更津實際發生的事件為藍本，可以窺見當時之港町木更津的様子。
江戶時代末期1825年(文政8年)，幕府旗本林忠英受加封3,000石，成為1萬石的大名，得入諸侯之列，成立貝淵藩，陣屋設於望陀郡貝淵村，於2代目藩主林忠旭的時代移至請西村，至此以後改稱為請西藩，請西藩最後的藩主4代目林忠崇自行脫藩與明治政府的東征軍抵抗形成朝敵之行為，在1868年(明治元年)是幕府方諸侯中唯一遭到改易處分者。
明治新政府建立後，為了替代1868年(明治元年)改易之請西藩，松平信敏由上總国貝淵移封，建立1萬石之櫻井藩，1871年(明治4年)廢藩置縣施行後，8月櫻井藩廢藩設置櫻井縣，11月包含櫻井縣在內改設置木更津縣，相當於舊安房國、上總國，木更津縣設置縣廳於貝淵村。木更津縣的存在還不到兩年，1873年(明治6年)便遭廢止，與印旛縣合併成立千葉縣。依1878年(明治11年)制定的郡區町村編制法望陀郡、周淮郡、天羽郡設置郡役所，1897年(明治30年)望陀、周淮、天羽3郡合併成立君津郡並設置君津郡役所，君津郡地區因此成為木更津市政治的中心都市。
於日本國内軍國主義興起的1930年代，木更津發展為軍都。1935年(昭和10年)當時的大日本帝國海軍基於帝都防衛的目的，決定於木更津港北側填海設立木更津海軍航空隊，1936年(昭和11年)4月1日舉行開隊式。1941年(昭和16年)於同航空隊的東北方君津郡嚴根村，設置海軍工廠(第二海軍航空廠)，木更津町以及嚴根村開始有許多於工廠工作的員工以及其家族遷入居住，急速增加的人口面臨住宅不足的問題，2町村因為接受大量的移住人口，使得住宅以及建設新家的土地不足，為了讓隣接的清川村也可以接受移住者，開始進行以木更津町、嚴根村、清川村3自治體為中心之合併協議，之後協議加入波岡村，人口調查的結果，4自治體的人口合計超越當時市制施行條件所必要的3萬人，1942年(昭和17年)以木更津市為名開始施行市制。木更津基地是日本第一架國廠噴射機橘花進行測試飛行的地方，1945年(昭和20年)太平洋戰爭結束後移為美軍管理，1968年(昭和48年)起利用為陸上自衛隊駐屯地以及海上自衛隊補給所。
1961年(昭和36年)八幡製鐵所(現新日本製鐵君津製鐵所)決定進駐與木更津市隣接的君津市。基於1950年(昭和25年)公布之國土總合開發法，計畫將千葉縣側東京灣沿岸區域工業地帶化，將農業轉換為工業成為縣各界一致的企圖，進而促進京葉工業地帶的開發，是此事的背景。伴隨著製鐵所的建設，在君津郡區域之東京灣沿岸經營漁業的漁家，因為填海的關係失去工作，由縣針對漁業補償，而放棄漁業權進行轉業。與漁業組合進行漁業權放棄的相關交渉結束後，自木更津港南岸至君津市的臨海區域範圍內，開始進行填海製鐵所的建設，1965年(昭和40年)君津製鐵所正式開始運轉。因為製鐵所進入君津市，木更津市也受到了影響，木更津市内有許多相關企業開始進駐，其社員及家族因工作轉換而遷入者顯著增加。1960年代至70年代後半在土地重劃下，清見台、請西、畑沢等以波岡地區為中心合計821公頃的土地變成住宅區，因此，市内人口在1960年時約6萬人，至80年代中頃便突破12萬人，在20年的期間人口整整膨脹了一倍。
1983年(昭和58年)千葉縣制訂千葉新産業三角構想。木更津市及其周邊都市(君津、富津、袖浦)在新産業三角構想的基礎計畫之一上總智慧型工業園區構想中，被賦予研究開発據點之母都市位置。基於以形成研究開發據點為目標的上總智慧型工業園區構想，為了將國際水準之研究機關集中為研究都市，開始興建連結各據點之道路網。上總智慧型工業園區決定在上總丘陵興建後，1991年(平成3年)在鎌足地區進行第一期區劃的整理，1994年(平成6年)開設世界最早專門研究DNA之研究所－上總DNA研究所。1996年(平成8年)在第一期區劃整備計畫中之基礎278公頃幾乎完成後，進行以民間研究所為中心之佈局。基於上總智慧型工業園區構想以及木更津業務核都市構想，開始進行做為業務核都市之木更津市與其他都市連結之道路網，1995年(平成7年)館山自動車道開通木更津南交流道，與千葉市間開始以高速公路連結。1997年(平成9年)連接東京都心部及神奈川縣之東京灣aqualine完成。2007年(平成19年)館山自動車道全線開通，可以透過富津館山道路直接連接南房總市。目前正建設預計於2010年(平成22年)完成直接連接木更津東交流道至千葉東金道路之圈央道，未來可連接擔任新産業三角構想内之「國際物流據點」的成田機場(成田市)。

### 沿革
- 1871年(明治4)11月13日 — 設置木更津縣，成為木更津縣縣廳所在地
- 1873年(明治6)6月15日 — 木更津縣廢止
- 1889年(明治22)4月1日 — 依布令木更津町計9村
- 1912年(大正元)8月21日 — 木更津線(現内房線)由姉崎站延伸至木更津站開通
- 1912年(大正元)12月28日 — 木更津站、久留里站間開通輕便鐵道(現久留里線)
- 1920年(大正9)10月1日 — 實施第1回國勢調査。木更津町人口為8,551人
- 1924年(大正13)— 兒童雜誌『金之船』12月號發表童謡
- 1936年(昭和11)4月1日 — 木更津港北側填海設置海軍航空隊
- 1942年(昭和17)11月3日 — 市制開始。成為全國第197個、縣內第6個市。當時人口33,817人
- 1948年(昭和23)8月14日 — 舉辦第1回港祭(港まつり)
- 1965年(昭和40)4月1日 — 木更津港－川崎港間以及木更津港－横浜港間(1972年廃止)之汽車渡輪開航
- 1968年(昭和43)4月17日 — 基於港灣法，木更津港被指定為重要港灣
- 1975年(昭和50)5月 — 中之島大橋完成
- 1976年(昭和51)9月10日 — 市的人口超越10萬人，是千葉縣第9個10萬人都市
- 1992年(平成4)— 君不去塔(きみさらづタワー)完成
- 1997年(平成9)12月18日 — 東京灣aqualine開通，汽車渡輪木更津－川崎航路廢止

### 傳說
在千葉縣可以見到許多與倭建命、源賴朝相關傳說有關的特徵，這些特徵在木更津市同樣也有出現，到目前為止在市内仍有流傳許多相關之傳說。『古事記』、『日本書紀』與『風土記』均記載有關於倭建命的傳說，木更津市此地是倭建命前往上總國時的舞台。關於源賴朝的傳説則是源賴朝在伊豆舉兵，與平氏作戰後失敗，逃往安房，因為得到房總半島各勢力的協助，得以東山再起。此外，因成為童謠証城寺的狸囃子之主角，市内證誠寺流傳之『證誠寺之狸傳説』也相當有名。
倭建命東征
關於倭建命進行東國征伐之傳說，是指倭建命以船隻渡往上總國時，在海上受到風暴的襲擊，之後倭建命的妻子弟橘姫以身投海以求風暴靜止，因此之故風暴停歇，一行人無事得以繼續前往上總國，之後倭建命於此地暫時逗留，思念弟橘姫而歌詠據傳此歌中之一節轉化後，形成木更津此一地名。
市另有名為吾妻之地名，係由倭建命思念弟橘姫時曾說「(我的妻子啊)」之故事而來。市内有名為吾妻神社之神社存在，奉祀倭建命與弟橘姫。此外此一區域內也有以吾妻、我妻為姓之人，此姓據稱也是由倭建命傳説而來。
源頼朝傳說
在石橋山之戰敗給平家的源頼朝於此地停留之時，見到此地竹林相當氣派，因此以此竹做為源氏之旗竿，此後此地被稱為旗竿村，傳說市内的地名畑沢便源自旗竿村。此外，草敷此一地名據說源自頼朝割草鋪地休息之說。
據說源頼朝開設鎌倉幕府時，於市内之八剱八幡神社，做為對神領之捐贈而建設社殿。
證誠寺之狸傳説
於市内之證誠寺流傳之傳說，童謡『証城寺的狸囃子』是以此傳說為本而做，童謠是歌詞帶著輕快節奏之歌曲，過去流傳的狸傳説是指「秋夜裡和尚與數十隻的狸於寺庭進行囃子比賽，天色轉亮時狸的頭目腹部破裂而死」此一有趣又帶著悲傷的故事。在台灣此童謠被重新填詞改成『小白兔愛跳舞』。

## 名勝、活動

### 觀光名勝

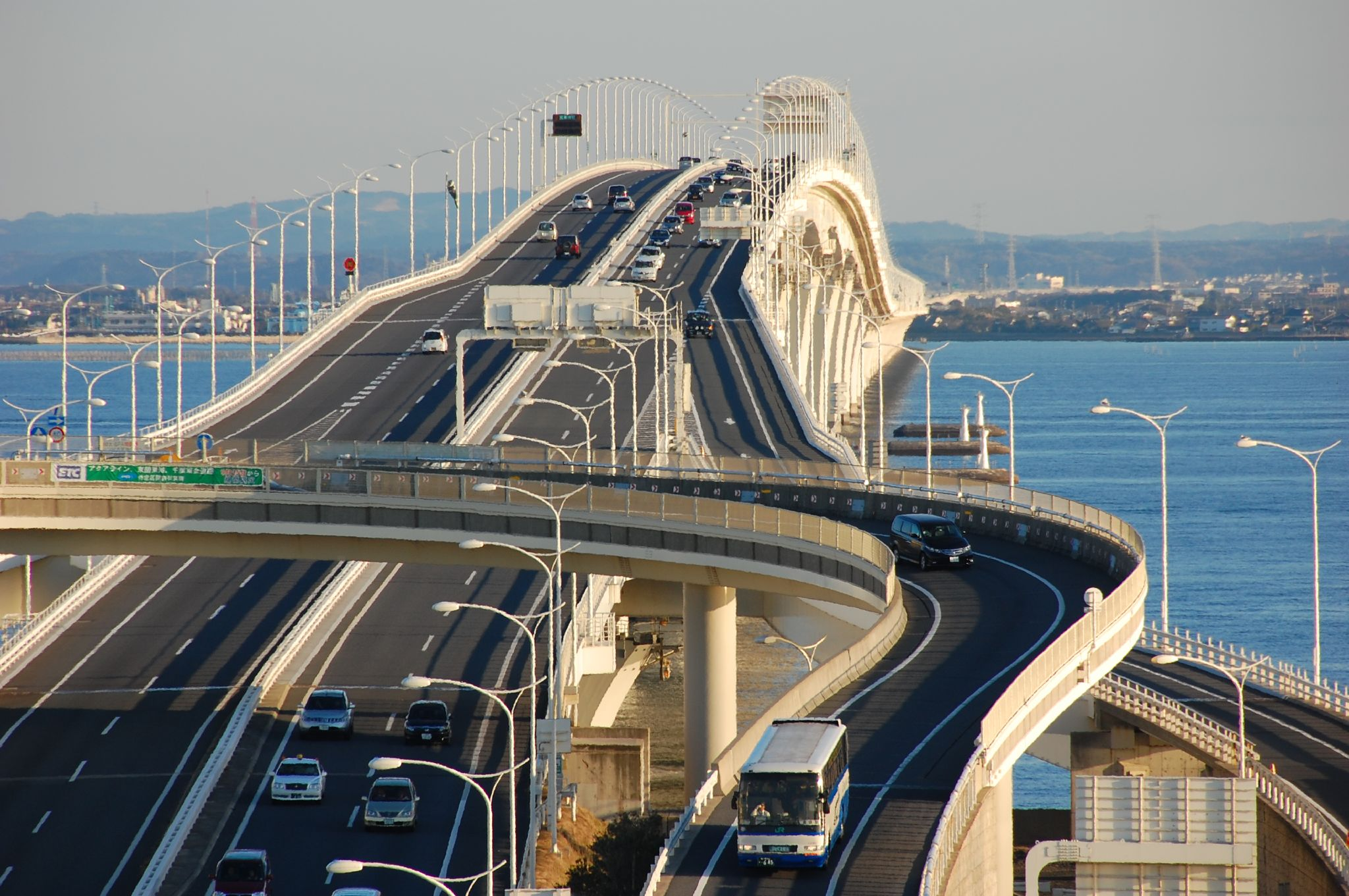
由海螢火蟲停車區觀看木更津方向之道路

市場
靠近東京灣aqualine、木更津金田交流道附近之露天市場，販售有蔬菜、海産以及木更津、金田産之蛤蜊。
海螢()
於東京灣aqualing木更津側之人工島設置的休息區。請參閱海螢休息區(海ほたるパーキングエリア)。
太田山公園
位於木更津站以東1.0 km之山丘。傳說日本武尊於此山之頂眺望海面，思念投入海中的弟橘媛，歌詠『君不去』之歌，因此別名戀之森。山頂上設有契合此傳說之展望台「君不去塔(きみさらずタワー)」。此外位於太田山的還有「上總博物館」以及保管於金鈴塚古墳出土的5個純金鈴之「金鈴塚遺物保存館」等。
高藏寺
位於市内真言宗豐山派所屬寺院。坂東三十三觀音靈場第30番札所。詳細請參考高藏寺條目。
趕海()(3月下旬～7月)
木更津市内牛込、金田、久津間、江川、木更津等5處海岸可以進行趕海。
證誠寺
位於市内淨土真宗本願寺派所屬之寺院。詳細請參考證誠寺條目。
中之島大橋、中之島公園
中之島大橋是連接木更津港港内中之島公園與鳥居崎公園之深紅色橋，因是日本最高之人行天橋而知名，全長236 m、高27.125 m、寬4.5 m，於1975年(昭和50年)完成，身為木更津港之玄關口，出入東京灣的船舶均自此橋下通過。中之島公園是位於木更津港内之公園，可以通過中之島大橋抵達，平日是進行趕海與釣魚的地點，木更津港祭時，此處是施放煙火的地方。

### 活動
八剱八幡神社例大祭
每年7月第2個週六土・日，於市内八剱八幡神社舉辦之夏祭，祭期間於町内遊行重量1.5t之大神輿與富岡八幡宮(東京都江東區富岡)、鳥越神社(東京都台東區淺草)並列關東三大神輿。祭囃子被指定為縣無形民族文化財。
木更津港祭(木更津港まつり)
毎年8月14、15日兩天內，將木更津站西口至木更津港之駅前通做為會場之祭典，14日於富士見通進行舞蹈，15日於木更津港會場之中之島公園進行煙火大會。
市内之主要景點

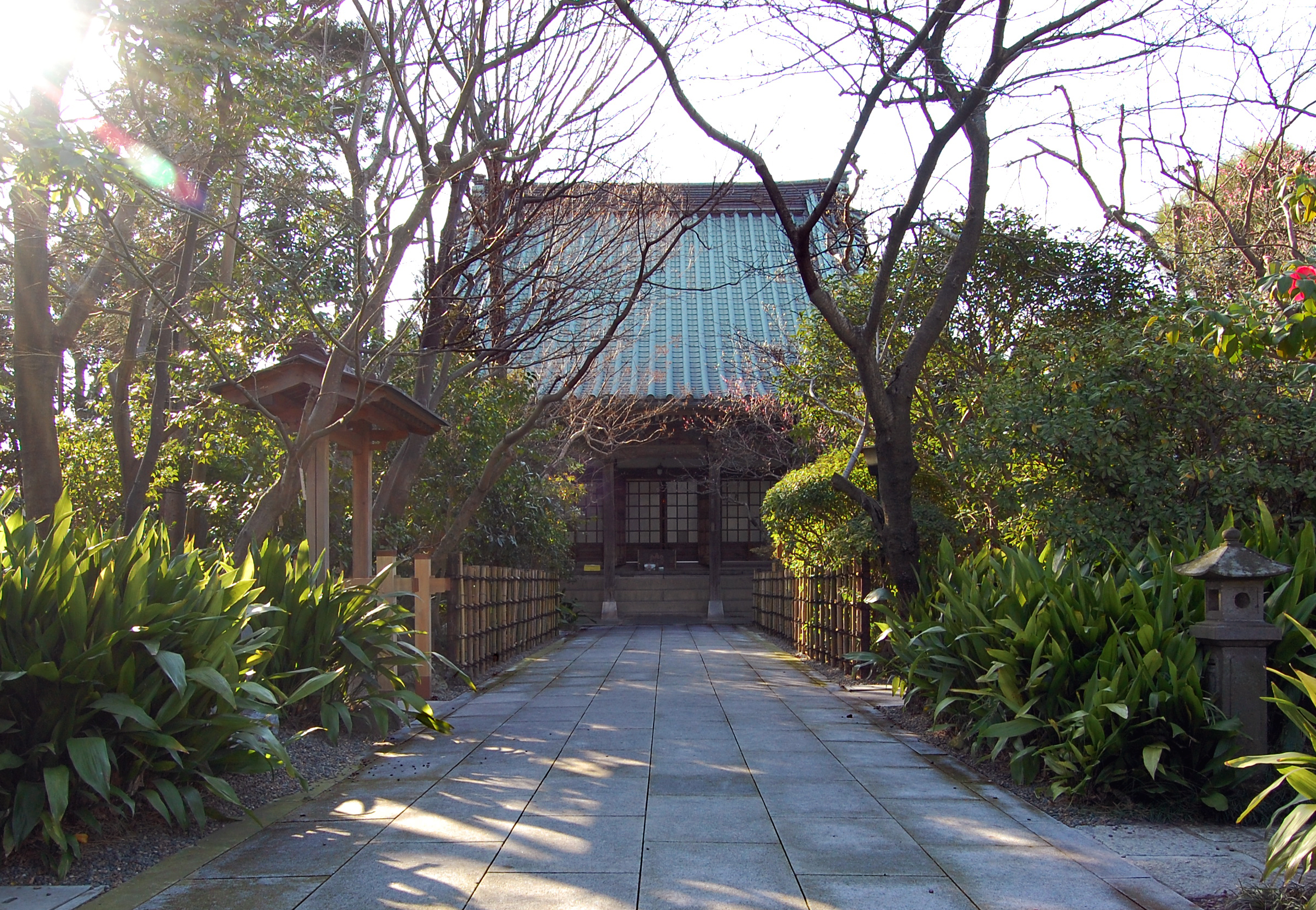
證誠寺
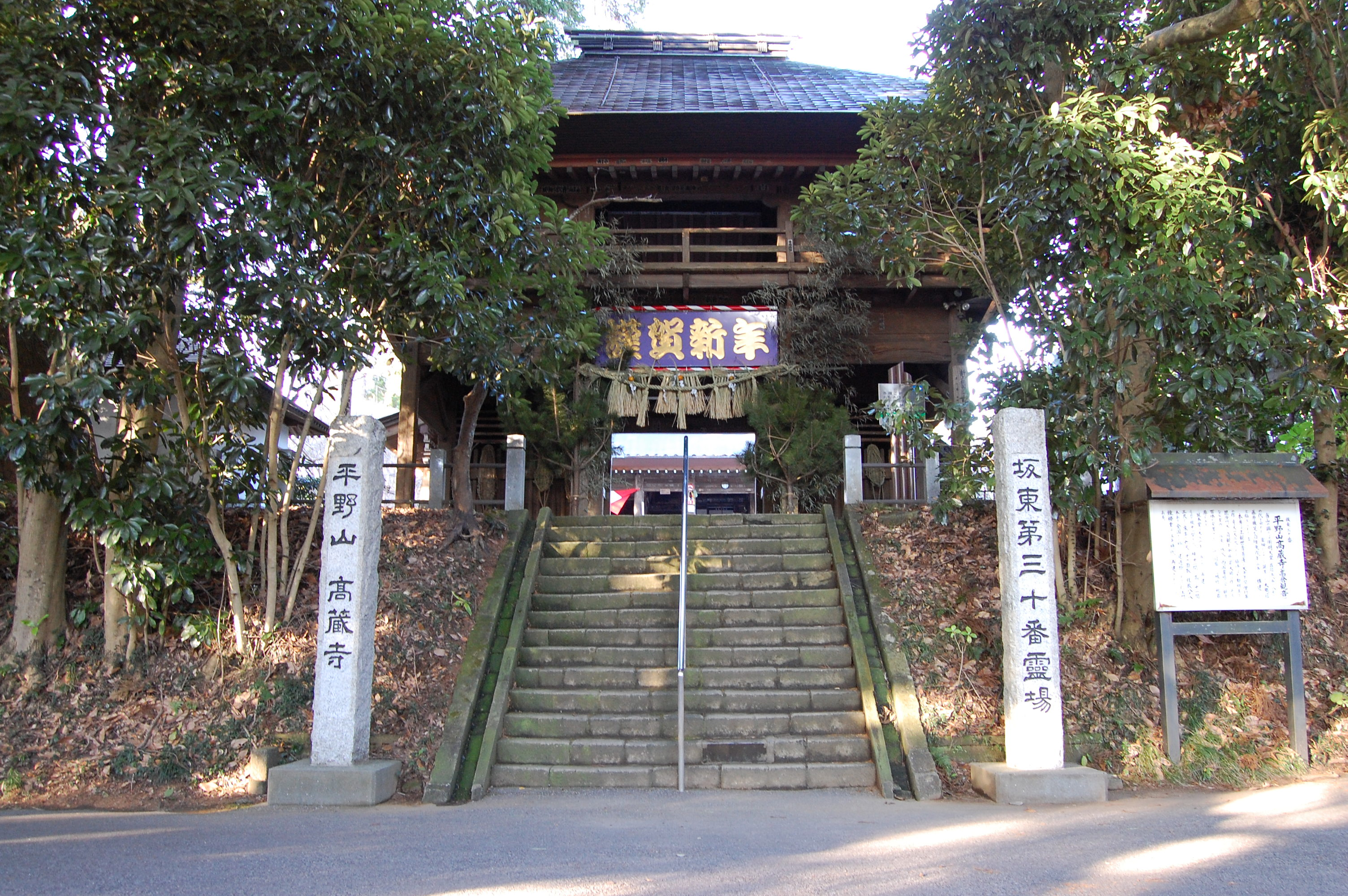
高藏寺
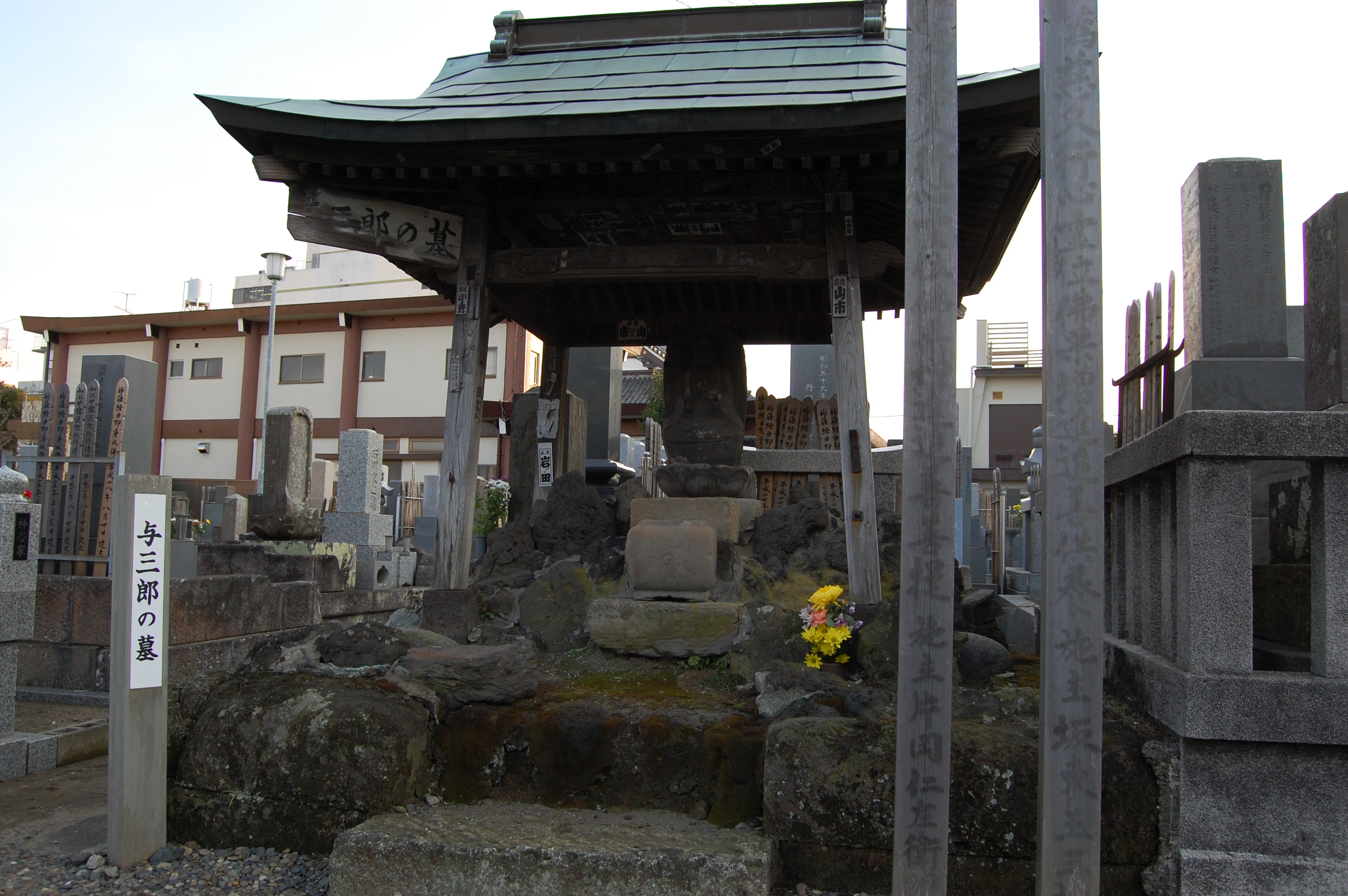
與三郎之墓(光明寺)
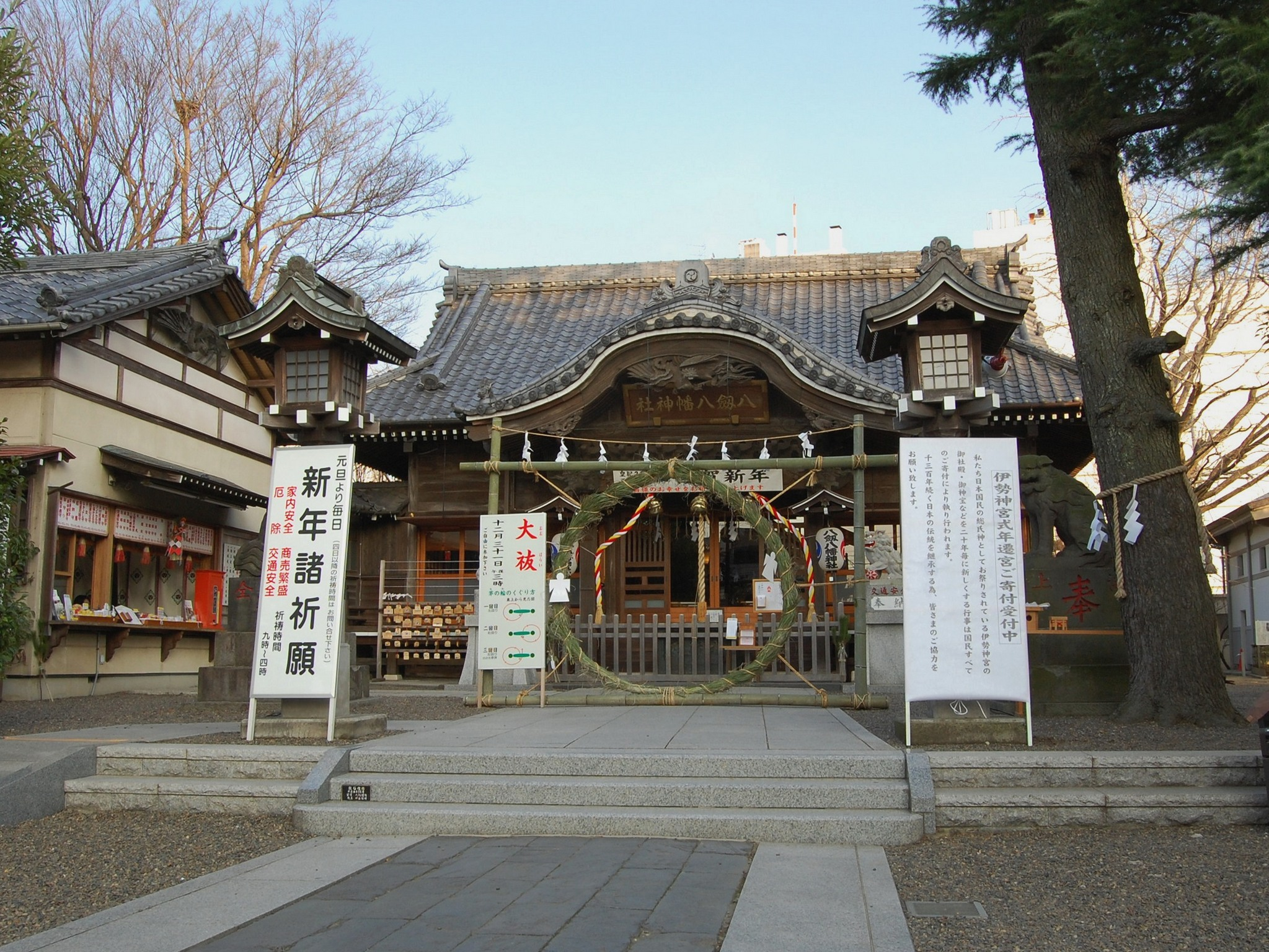
八剱八幡神社
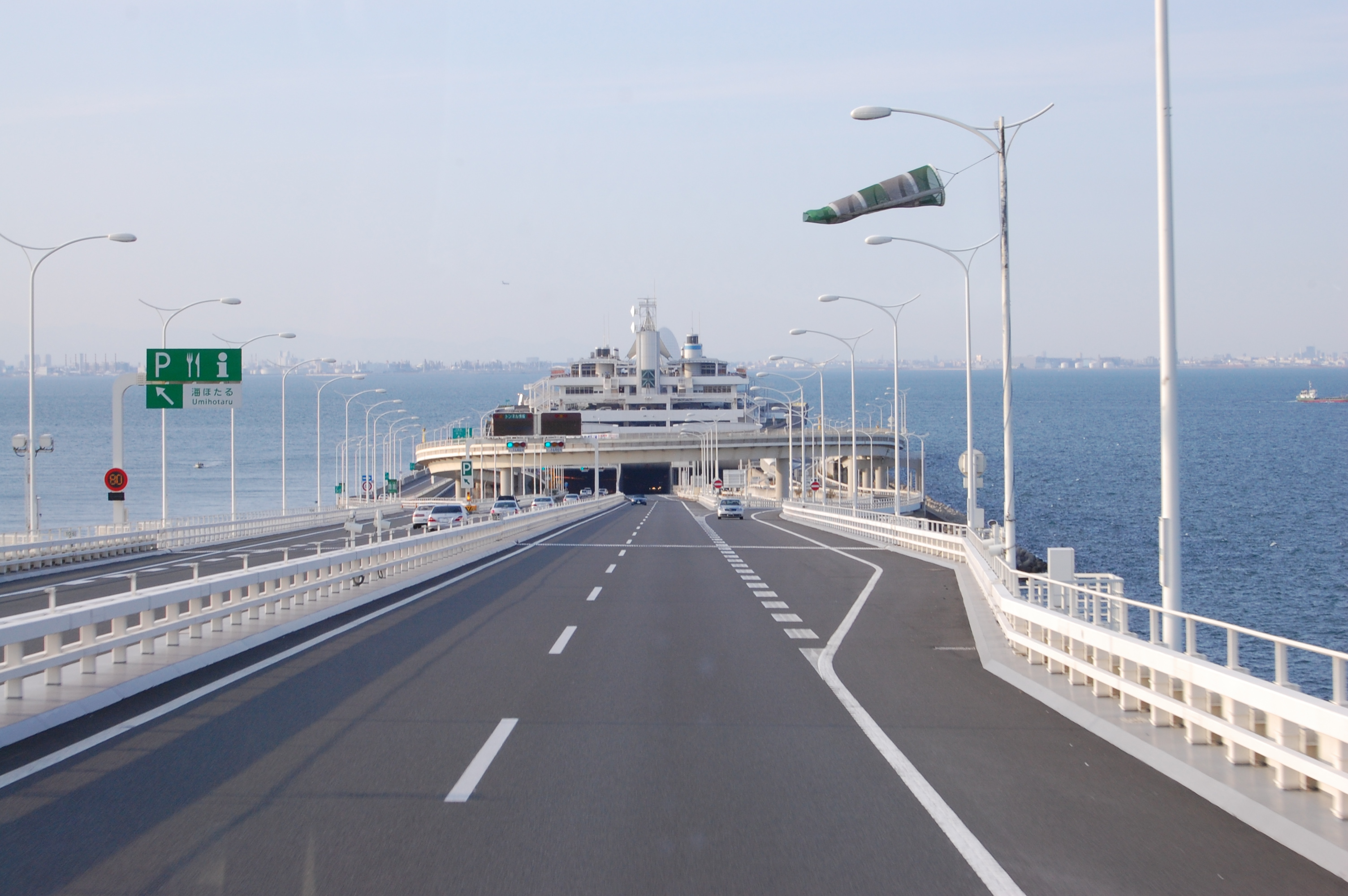
海螢休息區
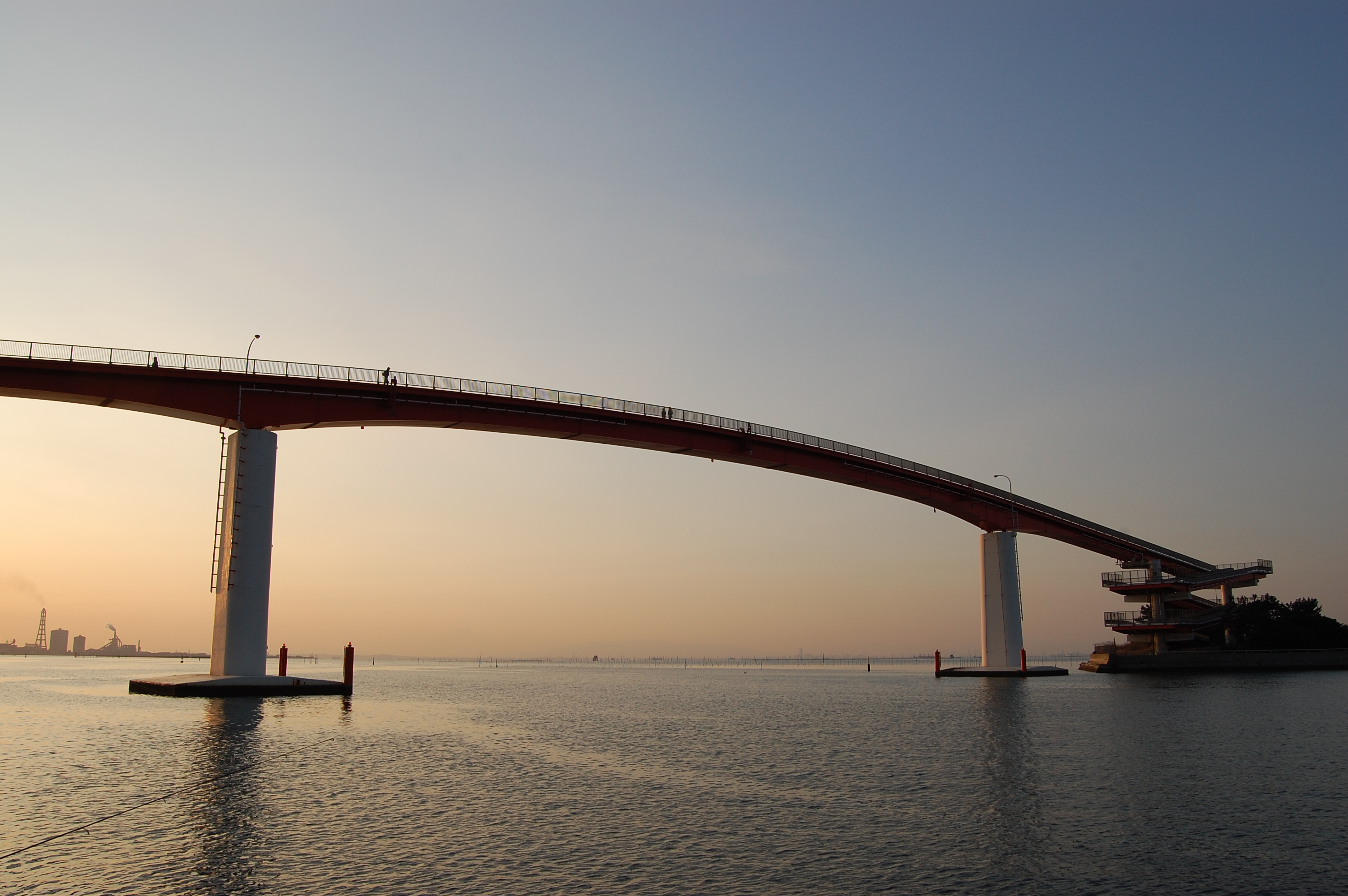
中之島大橋
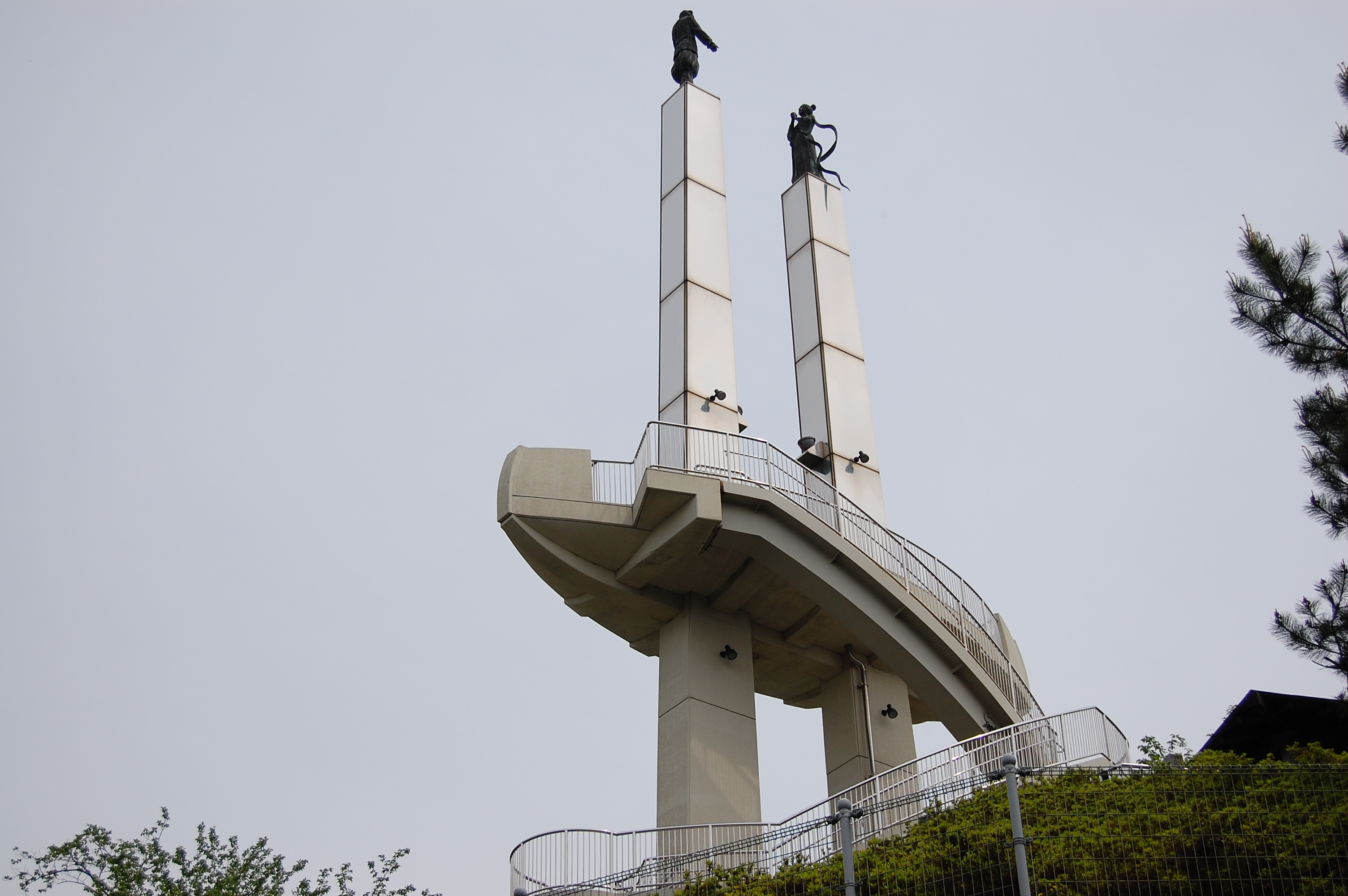
君不去塔(太田山公園)
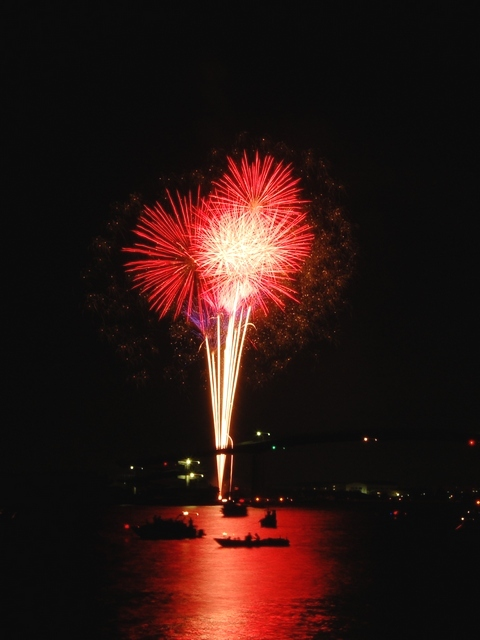
木更津港祭

## 交通

### 道路
做為主要道路之高速道路有館山自動車道與東京灣Aqualine(東京湾アクアライン)。自館山自動車道木更津北交流道(インターチェンジ)(IC)起向北約20分左右可以抵達千葉市，可以經由京葉道路與東關東自動車道連結東京都。南方可透過木更津南系統交流道(ジャンクション)(JCT)往館山方面連接富津館山道路，自木更津南IC起大約30分可連接南房總市。透過東京灣aqualine可以連接東京灣對岸之神奈川縣川崎市，木更津金田IC～浮島IC(約15㎞)區間移動時間大約需要15分。在2006年的現在，基於首都圈中央連絡自動車道(圈央道)之事業計畫，目前正建設木更津JCT至東金市之連接道路，預計2010年開通。
一般國道有國道16號線(袖浦木更津byapass)於市内通過，國道16號線北上可聯絡千葉市－柏市－埼玉縣…等，負擔著幹線道路之工作，於長須賀交叉點可連結通往外房地域之國道409號線、國道410號線(房總横斷道路)，櫻井交叉點可接續以館山市為起點之國道127號線(内房なぎさライン)。

### 巴士路線

#### 高速巴士

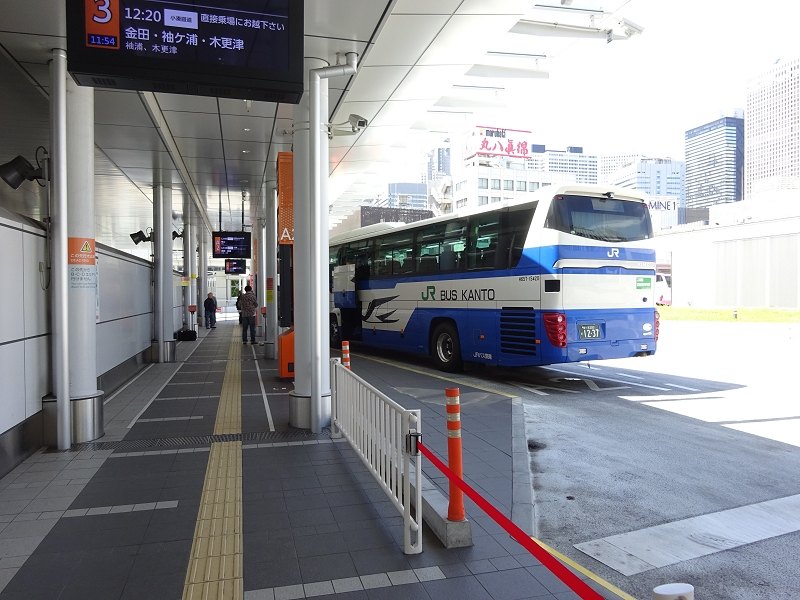
高速巴士（到Busta新宿）

1997年以前，與對岸之東京都、神奈川線的主要聯絡方式以鐵道及渡船為主，隨著東京灣Aqualine開通後渡船廢止，取而代之的是經由Aqualine的高速巴士路線。

#### 地區巴士
於市内行駛的地區巴士分別由日東交通、小湊巴士2社經營。

### 鐵路
於市内運行的鐵道路線有JR東日本的内房線與久留里線，内房線中有2站、久留里線中有5站設置於市內。市的中心站木更津站停靠有内房線(普通・特急)、總武快速線、京葉線直通列車等路線，也是久留里線的始發站。
東日本旅客鐵道（JR東日本）
- 內房線：巖根站 - 木更津站
- 久留里線：木更津站 - 祇園站 - 上總清川站 - 東清川站 - （袖浦市） - 馬來田站

### 港灣
江戶時代起木更津港就擔負著物資集散之機能，隨著1960年代京葉工業地帶的發展，進一步開發為工業港，於1968年税法上開港並被指定為重要港灣。
1965年與1997年間，木更津港曾經是汽車渡輪的起點港，當時可以說是市的玄關。透過汽車渡輪來往對岸川崎市與横濱市工作地點的通勤者相當多，1987年在TBS電視聯播網播送的連續劇『男女7人秋物語』中，透過劇中住在木更津市的主人公經由汽車渡輪通勤至川崎市工作地點之畫面可以窺見當時的狀況。1997年，隨著東京灣aqualine的開通，川崎渡輪停航，曾經於木更津港行駛的渡輪航線便全部廢止，現在，隨著上岸地點的活動橋的移除，渡輪碼頭的痕跡已不復見。
重要港灣
- 木更津港

曾經行駛的渡輪航線
- 川崎航路(日本汽車渡輪：1965年開航－1997年廢止)
- 横浜航路(東京灣渡輪：1965年開航－1972年廢止)

### 航空
以木更津市為中心60km的圈內有成田機場與羽田機場兩個國際機場，市的上空也成為來往機場之客機的飛行路線，以羽田機場來說，風向為北風時的降落路線，是在市的上空約3,000ft進入降落狀態，通過東京灣進入跑道，採用此一路線的客機可以從窗內一覽市內的景觀。
市内的航空相關設施除了形成航空路線的無線設施外(VORDME)，木更津港北岸還有陸上自衛隊専用的航空設施木更津飛行場。
鄰近機場
- 東京國際機場(羽田機場：東京都大田區)
- 成田國際機場(成田機場：成田市)

航空保安無線設施
- 木更津VORDME

自衛隊設施
- 木更津飛行場(ICAO機場代碼—RJTK)

## 木更津市出身之名人
- 伊奈川愛菓(將棋女流棋士)
- 上原風馬(演員)
- 岡晴夫(歌手)
- 岡崎高之(羅馬奧運、東京奧運日本代表)
- 氣志團(音樂人、團體)— 於木更津組合成的不良系搖滾樂團。自稱木更津出身的成員如下。
  - 綾小路翔（日语：綾小路翔）(團長、主唱，實際於君津市出身)
  - 早乙女光(伴舞，實際於富津市出身)
  - 白鳥雪之丞(鼓手，同樣於君津市出身)
- 櫻田宗久(攝影家)
- 高橋治(小説家)
- 高橋英樹(演員)
- 中尾彬(演員)— 出生於木更津市，千葉縣立木更津高等學校畢業。曾設計於1989年(平成元年)發行的故鄉郵票[35]。
- 中村明花(模特兒)
- 長嶋織江(賽車皇后)
- 福原香織(聲優)
- 丸山忠久(將棋棋士)— 2000年9月受贈名譽市民之稱號
- 三浦美幸(空手道家)
- 水谷妃里(女演員)
- nanami

## 以木更津市為舞台之作品

### 影像
- 木更津貓眼 世界篇(木更津キャッツアイ ワールドシリーズ，電影、2006年)
- 三菱汽車「i」(電視廣告、2006年)— 生活篇之一部份中有市内的建物登場、右下角有標注「木更津」。
- 木更津貓眼 日本篇(木更津キャッツアイ 日本シリーズ，電影、2003年)
- 木更津貓眼(木更津キャッツアイ，電視連續劇 TBS聯播網、2002年)
- 六番目的小夜子(六番目の小夜子，電視連續劇 NHK、2000年)— 劇中並非以木更津市為設定，但主要的外景地中有太田中學校等市内的設施登場。
- 《大地之子》(NHK周六电视剧场、1995年)— 由NHK与中国中央电视台联合制作，以中国东北的日本遗孤為主題，為NHK放送70周年、二战结束50周年纪念連續劇。主人公的生父所住的地方與木更津市有關連，作品中登場之「東洋製鐵木更津製鐵所」，其原型為新日鐵君津製鐵所(君津市)，也被劇中採用為外景地。
- 男女7人秋物語(電視連續劇 TBS聯播網、1987年)

### 書籍
- 青之時代(青の時代，小説 三島由紀夫著、1950年)— 以光俱樂部事件(光クラブ事件)之当事者山崎晃嗣(木更津市出身、父親為擔任第二任市長的山崎直)為原型的小説。作品中以『千葉縣K市』來表現，但內容有『小櫃川』、『鳥居崎海岸』、『矢那川』等可以推論為木更津市的字句。
- (漫畫 能田達規作、連載於)— 將木更津、君津、袖浦、富津「上總4市(かずさ4市)」合併誕生之架空都市「上總市」為舞台的足球漫畫，作品中有描繪實際存在室內的設施。
- 代紋TAKE2(漫畫 木内一雅原作、渡辺潤畫、連載於)— 主人公繼承木更津的暴力團組長後的故事(第三部、15～22卷)。以同漫畫為原作的特別連續劇於1993年至1997年計7回在日本電視台聯播網放映。

### 藝能
- 木更津甚句(民謠)
- 証城寺的狸囃子(証城寺の狸囃子)(童謠)
- (祭囃子 Duke Aces)
- 與話情浮名横櫛(歌舞伎)
- (歌謠曲 山崎正作詞、渡久地正信作曲 )— 以「與話情浮名横櫛」為題材的歌謠曲，於1954年由春日八郎演唱而流行。

## 備註
1. ↑  『木更津市史』頁10「第一節 地理」
2. ↑  『角川日本地名大辭典 12千葉縣』頁1013「立地」
3. ↑  距離情報是以Google Earth(Ver4.0.1565)的機能概算得出
4. ↑  譯名依照木更津市官方網頁名稱翻譯
5. ↑  市區的長度是來自木更津市公式網站內
6. ↑  來自加之圖像化
7. ↑  市的大字當中是參考 1999.3.10
8. ↑  木更津市官方網頁 （页面存档备份，存于）
9. ↑  總務省 （页面存档备份，存于） 發表之『地方財政分析 平成16年度決算』
10. ↑  千葉縣商圈調査報告書平成3年度版是商業中心都市，平成6年度版降為準商業中心都市(206頁、千葉縣商圈調査報告書可於 千葉縣官方網頁 （页面存档备份，存于） 之網頁閱覽)
11. ↑  木更津商圈區域的市町村是木更津市、君津市、袖浦市、富津市、鋸南町(平成13年度商圈調査報告書 千葉縣網頁 （页面存档备份，存于）)
12. ↑  『 （页面存档备份，存于）』
13. ↑  『木更津市統計書 2002年度版』頁10-11
14. ↑  相對於昭和60年的農家戶數為3,217戶，平成17年減少為1,873戶(參考『木更津市統計書 2002年度版』頁26及『 平成18年度版』頁107的調査報告)
15. ↑  『 平成18年度版』頁107
16. ↑  『 平成18年度版』頁112
17. ↑  相較於平成6年商店數1,721間，平成16年次減少為1,435間，年度販售額也有減少的傾向(『 平成18年度版』頁114)
18. 1 2  頁114
19. ↑  木更津市的性質較偏向商業都市而非工業都市。京葉工業區域的其他鄰近市町村為工廠林立地，稅收較為充足，財政力指數超過1.00，屬於地方交付税不交付團體，木更津市只有0.81。
20. ↑  依據中資本規模等條件列舉部分於此
21. ↑  依據大規模小売店舗立地法(新法)所申請之大規模零售店舗
22. ↑  依據 木更津市商工會議所 （页面存档备份，存于） 以及 千葉縣網站 （页面存档备份，存于） 經營支援課的網頁而列出
23. ↑  藻原寺(茂原市)の文書『仏堂伽藍記』(『角川日本地名大辞典 12千葉県』頁1014より)
24. ↑  頁18
25. ↑  頂峰時員工數達到17,000人。
26. ↑  木更津市放棄漁業權的漁業組合有6組。
27. ↑  參考頁211-213
28. ↑  參考頁208-210 
29. ↑  源賴朝逃往安房後，到鎌倉之間的路程並沒有定論，是否通過木更津無法推測。
30. ↑  在文獻記載中賴朝的路線，根據『吾妻鏡』，由安房勝山至鴨川後，越過長狭街道以西之花立峠(木之根峠)進入上總國，若是根據此一路線，則應是通過富津市(『木更津市史』 頁1056)，於『義經記』中在富津市的地名之後有記載「(應為現之木更津)」「(應為現之貝淵)」等與木更津市相關之地名( 頁1014)
31. ↑  『木更津市史』頁1056 
32. ↑  市内畑沢之波岡寺境内被埋没之石碑記有「旗竿村」之字樣(『木更津市史』 頁147「)
33. ↑  所需時間係透過NEXCO營運之「（页面存档备份，存于） （页面存档备份，存于） （页面存档备份，存于）  （页面存档备份，存于）」概算
34. ↑  羽田空港再拡張に伴い、飛行ルートの再検討が行われている(国土交通省提示『羽田再拡張後の飛行ルート案』 千葉県ホームページ （页面存档备份，存于） 総合企画部空港地域振興課より)
35. ↑  日文為，此為日本郵票的一種，以振興故鄉為目的，地區限定發行的郵票，詳情可參考日文維基郵票條目

## 外部連結
- 木更津市官方Homepage （页面存档备份，存于） - 市官方網站
- 木更CoN -
- 木更津市觀光協會 （页面存档备份，存于）
- 木更津市商工會議所 （页面存档备份，存于）
- 海螢火蟲官方網站 （页面存档备份，存于）
- 東京灣觀光聯盟 木更津・君津・富津・袖浦之觀光情報 （页面存档备份，存于）
- 千葉縣立上總博物館 （页面存档备份，存于）
- We love Kisarazu.
- 木更津市民會館Homepage （页面存档备份，存于）